# Biserica reformată din Rigmani

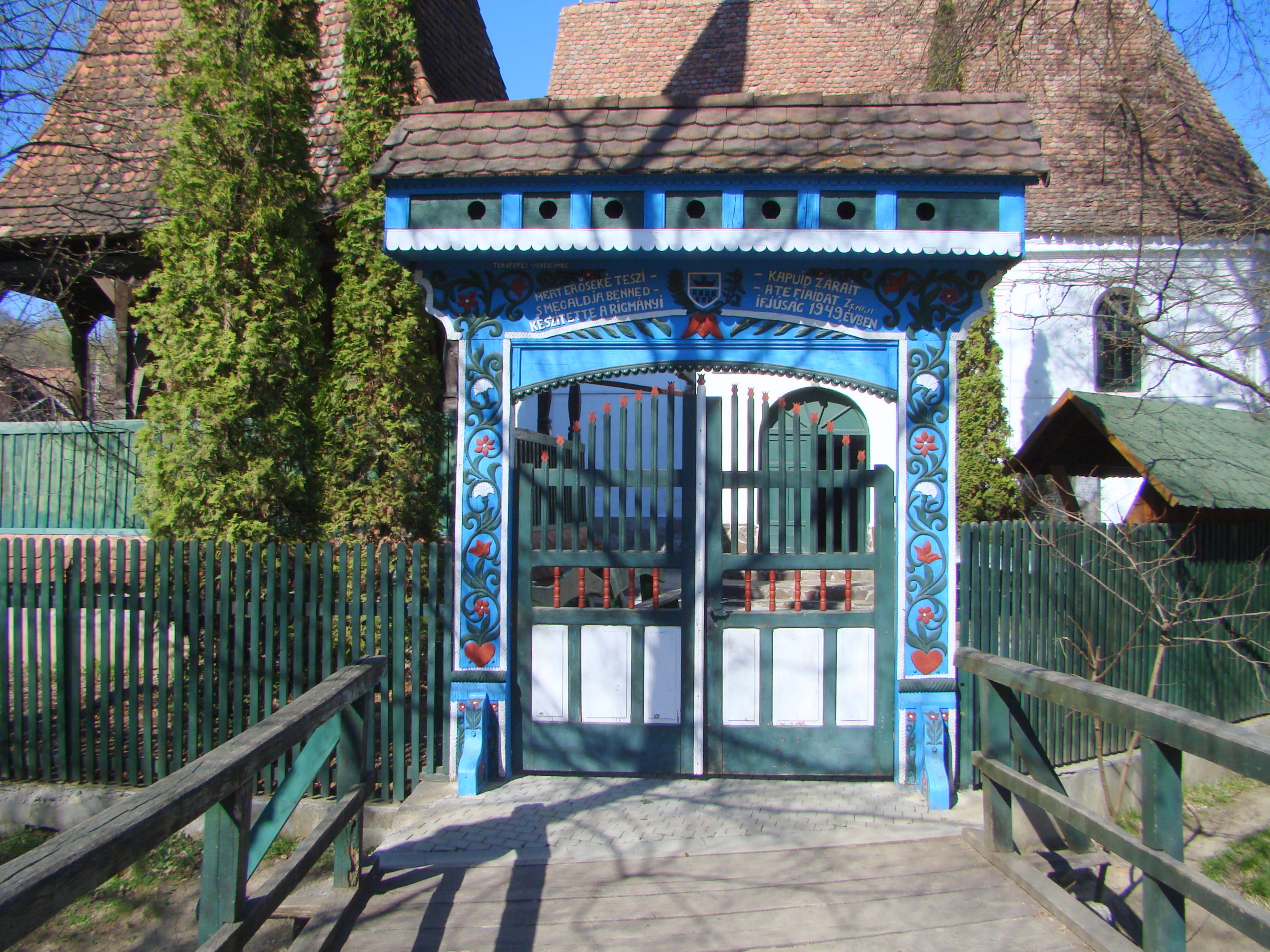
Poarta de lemn a bisericii a fost construită în anul 1949 și a fost renovată în 2009.

Biserica reformată din Rigmani este un ansamblu de monumente istorice aflat pe teritoriul satului Rigmani, comuna Neaua.
Ansamblul este format din două monumente:
- Biserica reformată (cod LMI MS-II-m-A-15778.01)
- Turn-clopotniță din lemn (cod LMI MS-II-m-A-15778.02)

## Localitatea
Rigmani (în maghiară: Rigmány) este un sat în comuna Neaua din județul Mureș, Transilvania, România. Prima mențiune documentară este din anul 1522. 

## Biserica
Locația bisericii din centrul satului a fost dată de Bondor Mihály, în schimbul unei pajiști, în 1667. Aici a fost ridicată predecesoarea bisericii de astăzi, fosta capelă de lemn. Biserica a fost reconstruită între 1803 și 1809. Tavanul, parțial casetat, prezintă motive florale. Lucrările de tâmplărie au fost realizate de Kövendi Mezei Sámuel. Masa Domnului a fost donată în 1930 de Magyari Sándor și soția sa, Mihály Mária. Coroana amvonului a fost creată de Kádár Márton în anul 1828 și poartă inscripția: „Tartsd meg azt, ami nálad vagyon, hogy senki el ne vegye a te koronádot. Jel 3,11. Készítette Kádár Márton 1828”.
Clopotnița de lemn de lângă biserică a fost construită în anul 1826 de Siménfalvi Györke János. Clopotul mare a fost turnat în anul 1836 și are următoarea inscripție: „NEMES MAROS SZÉKI RIGMÁNYI EV. REF. ECCL. ÖNTETTE ISTEN DÜTSÖSÉGÉRE LOOTZ FRIEDR. ÁLTAL 1836”. Clopotul mic a fost realizat în anul 1928.
Reședința pastorului a fost construită în 1985 și adăpostește, pe lângă locuință, sala de rugăciune și un mic muzeu de istorie locală. Pastorii reformați care au slujit de-a lungul timpului în această localitate au fost: Szathmári Mihály (1693), Kóbori Pál (1694), Makfalvi Péter (1695-1697), Madarasi Kis György (1700-1701), Halászi Márton (1703), Halmágyi József (1710), Kibédi Mátyás (1712), Szentsimoni Mihály (1716-1735), Rétyi János (1737-1741), Besenyei Gábor (1744-1758), Ajtai Mihály (1759-1766), Aszalós Márton (1767-1808), Tsernátoni Sámuel (1808-1810), Losonczi Péter (1810-1811), Losontzi Mózes (1811-1819), Nemes Elek (1819-1839), György Zsigmond (1839-1850), Z. Kis János (1848-1850; 1850-1898), Simon Imre adm., (1899-1901; 1904-1905; 1908-1909; 1911; 1918-1925) Simon Gábor (1901-1904), Juhász Elek (1905-1907), Molnár Ödön (1909-1911), Z. Kiss Sándor (1911-1918), Farkas József (1925-1962), Donáth László (1762-1978), Krizbai Nemes György adm. (1978-1979), Domján László (1979-1989), Szabó Zoltán (1990-2007), Buksa Ferenc (2007–).

### Exterior

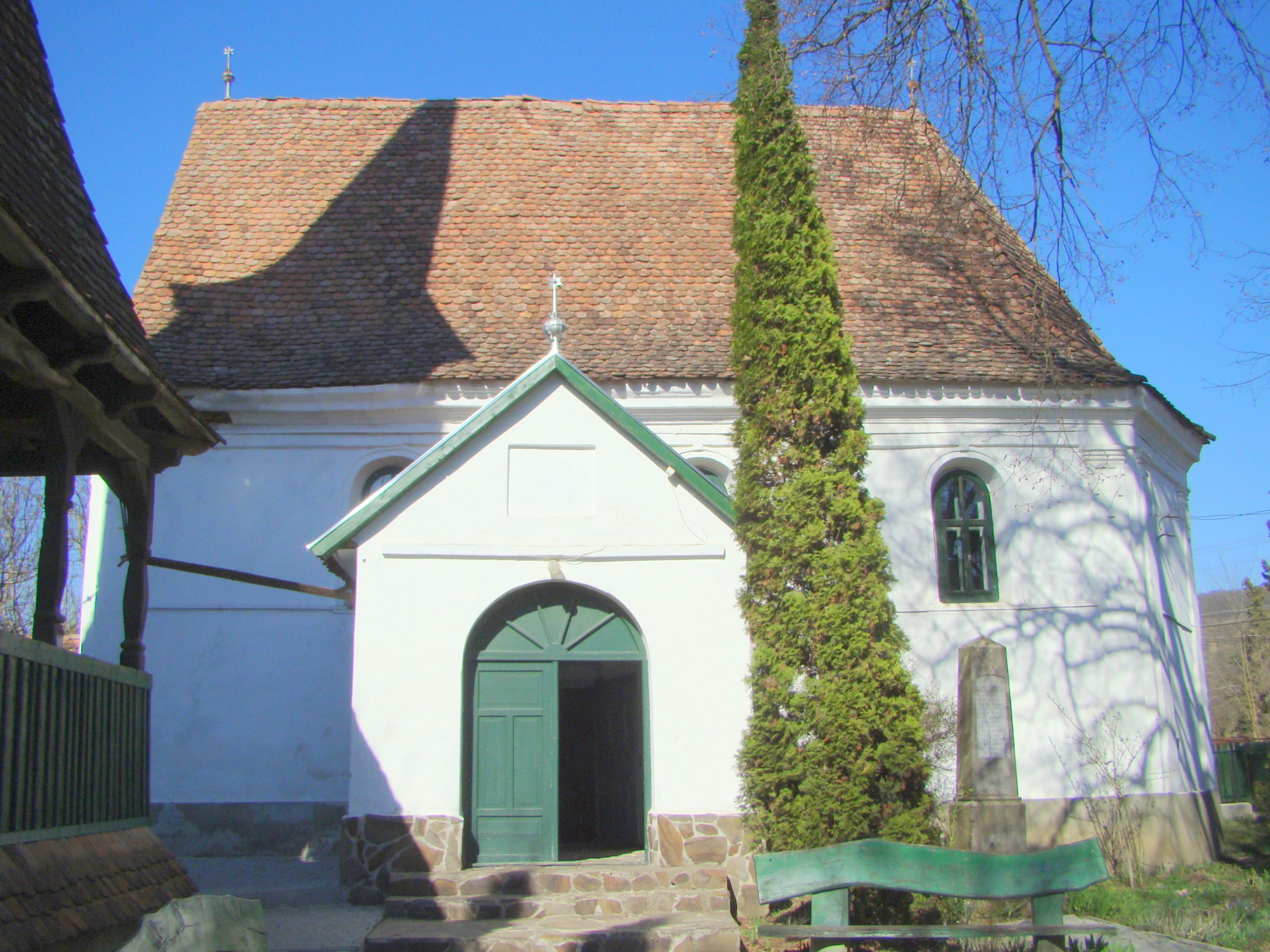
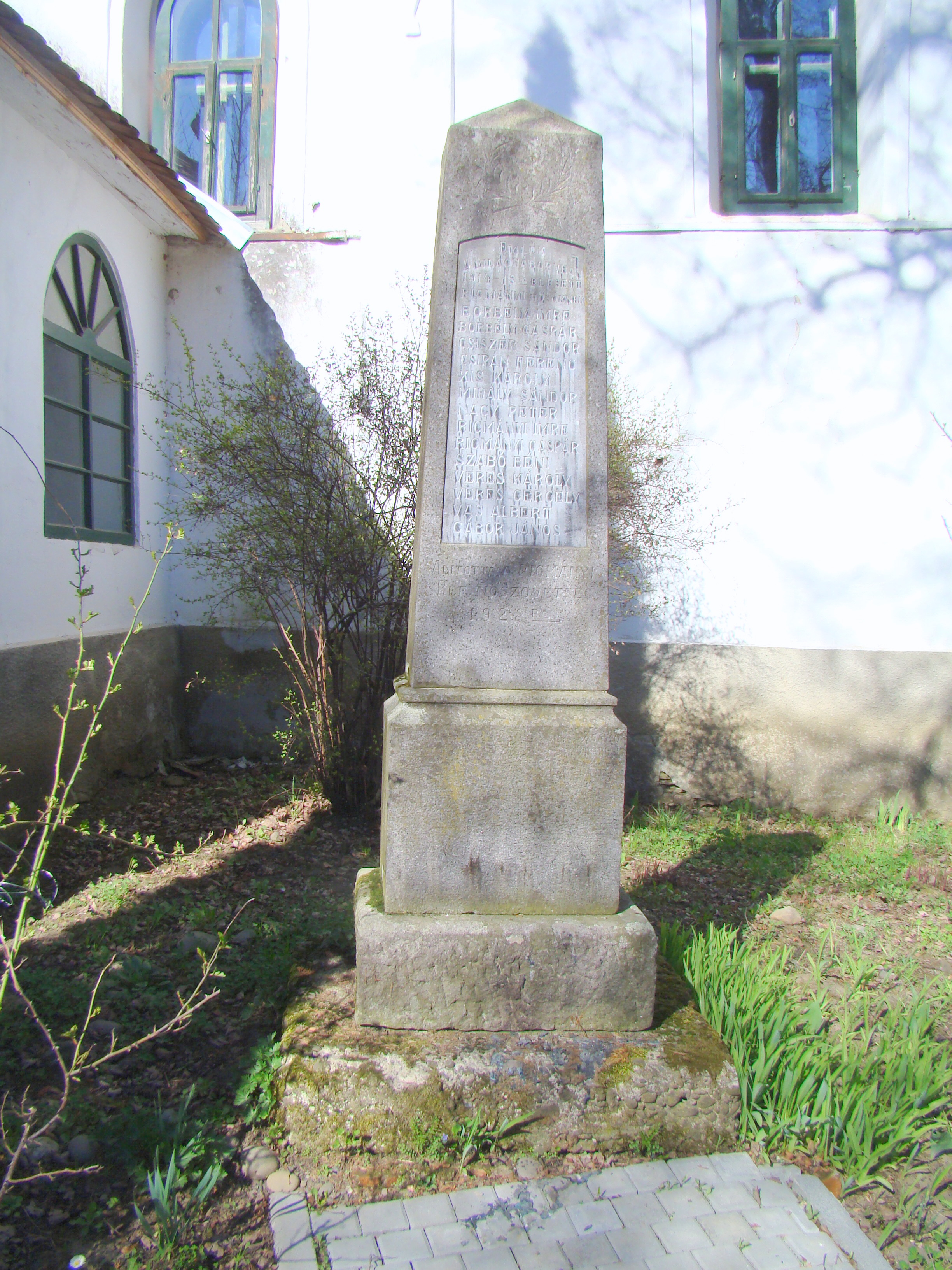
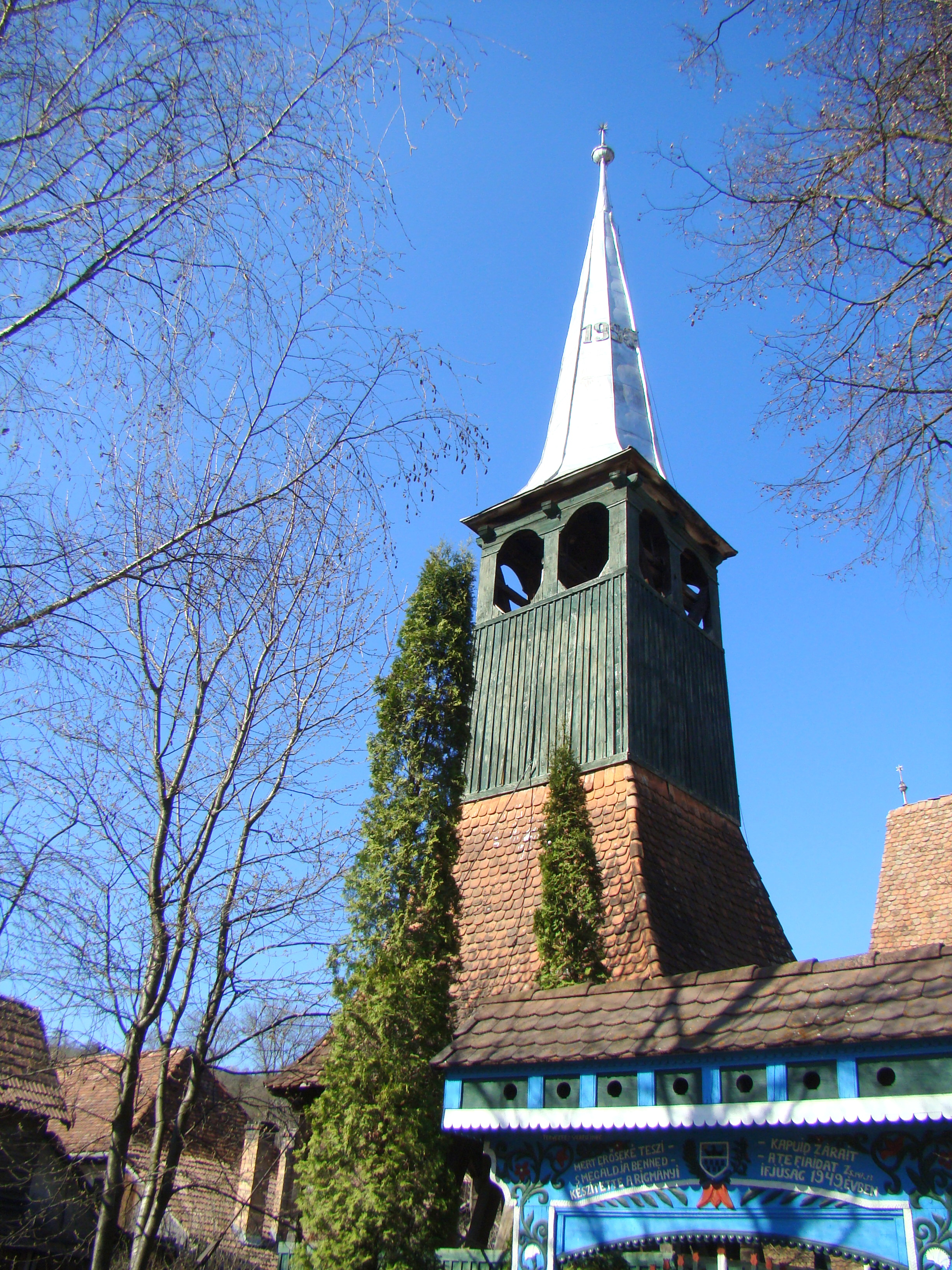
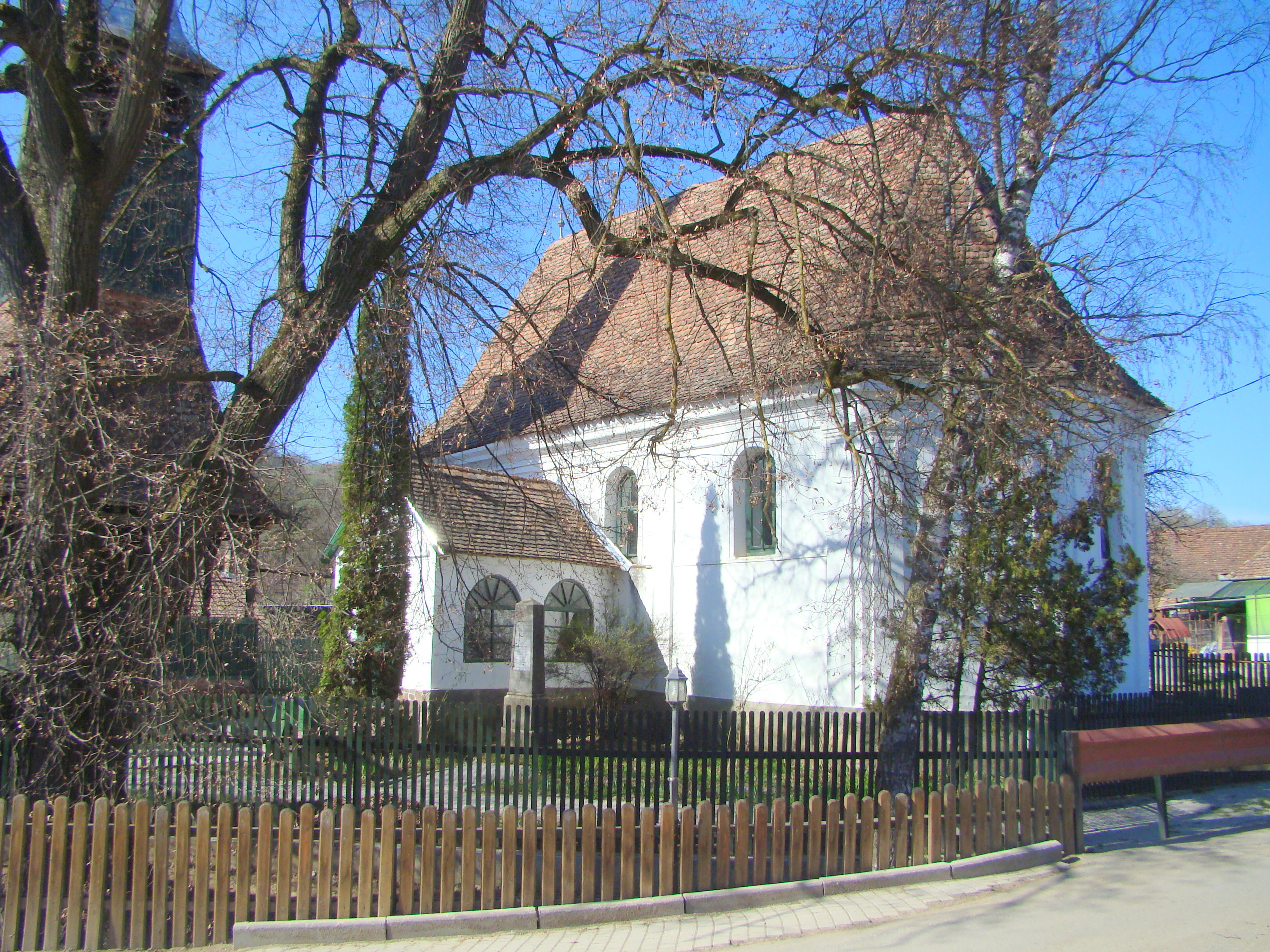
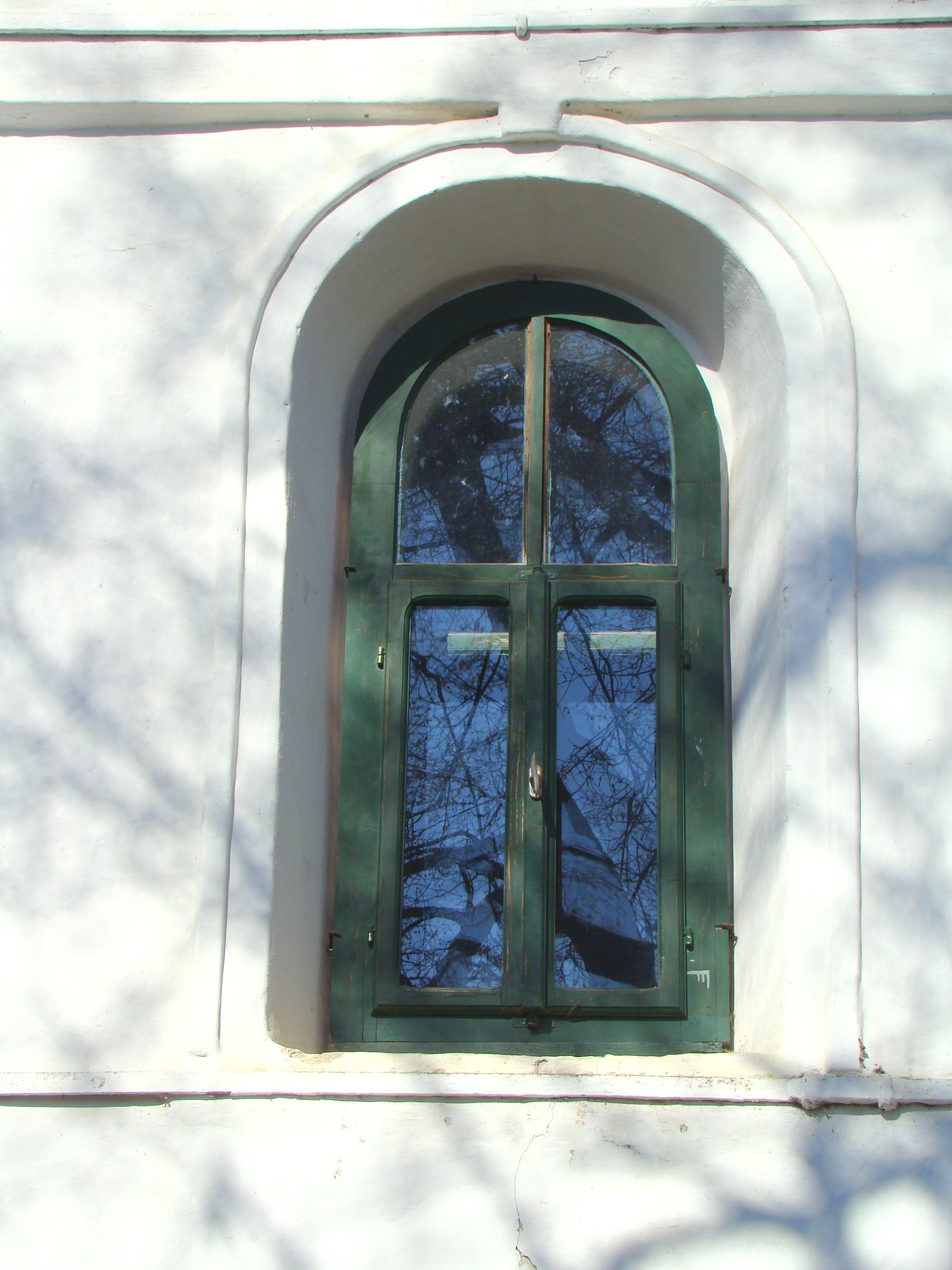
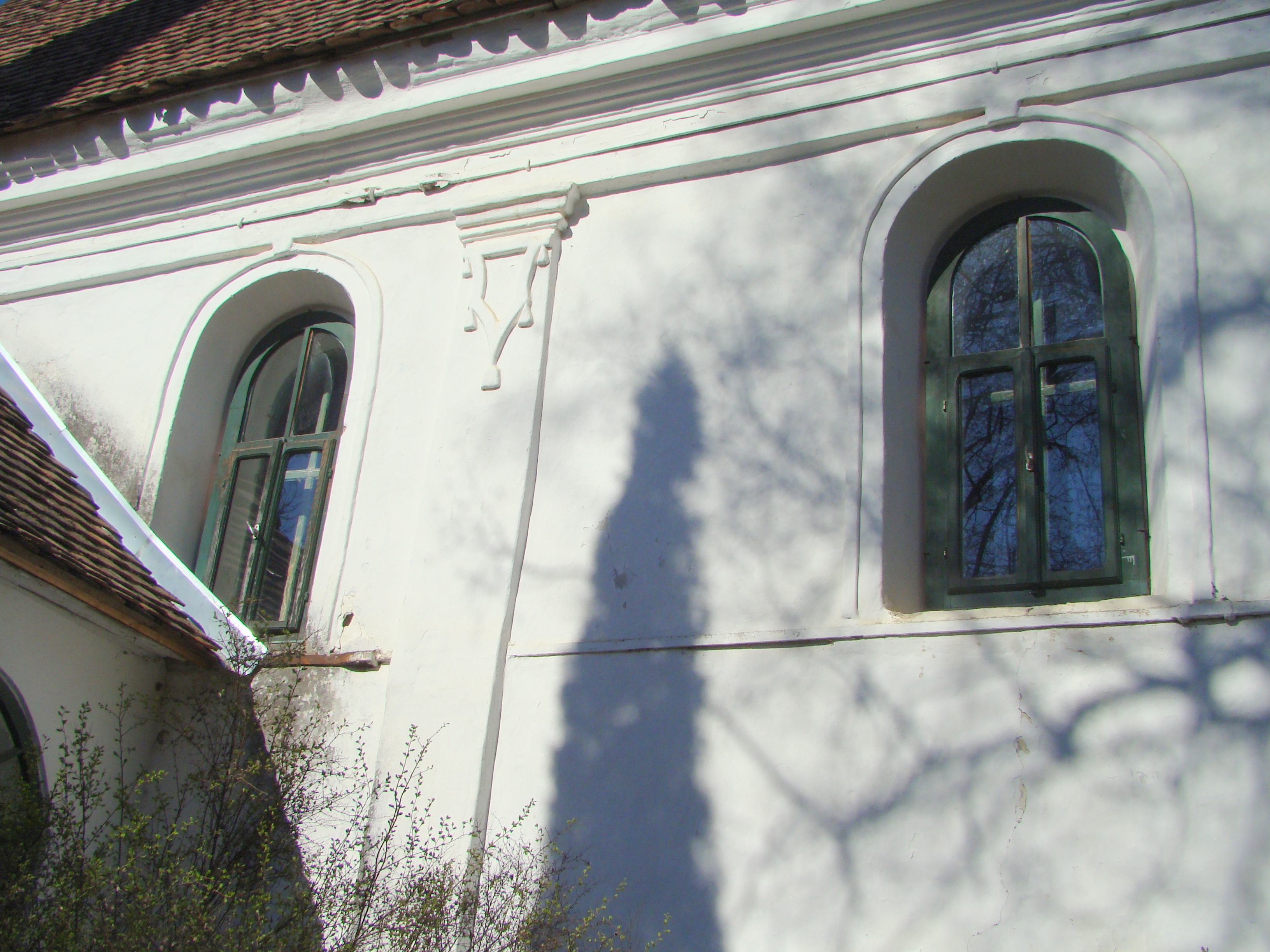
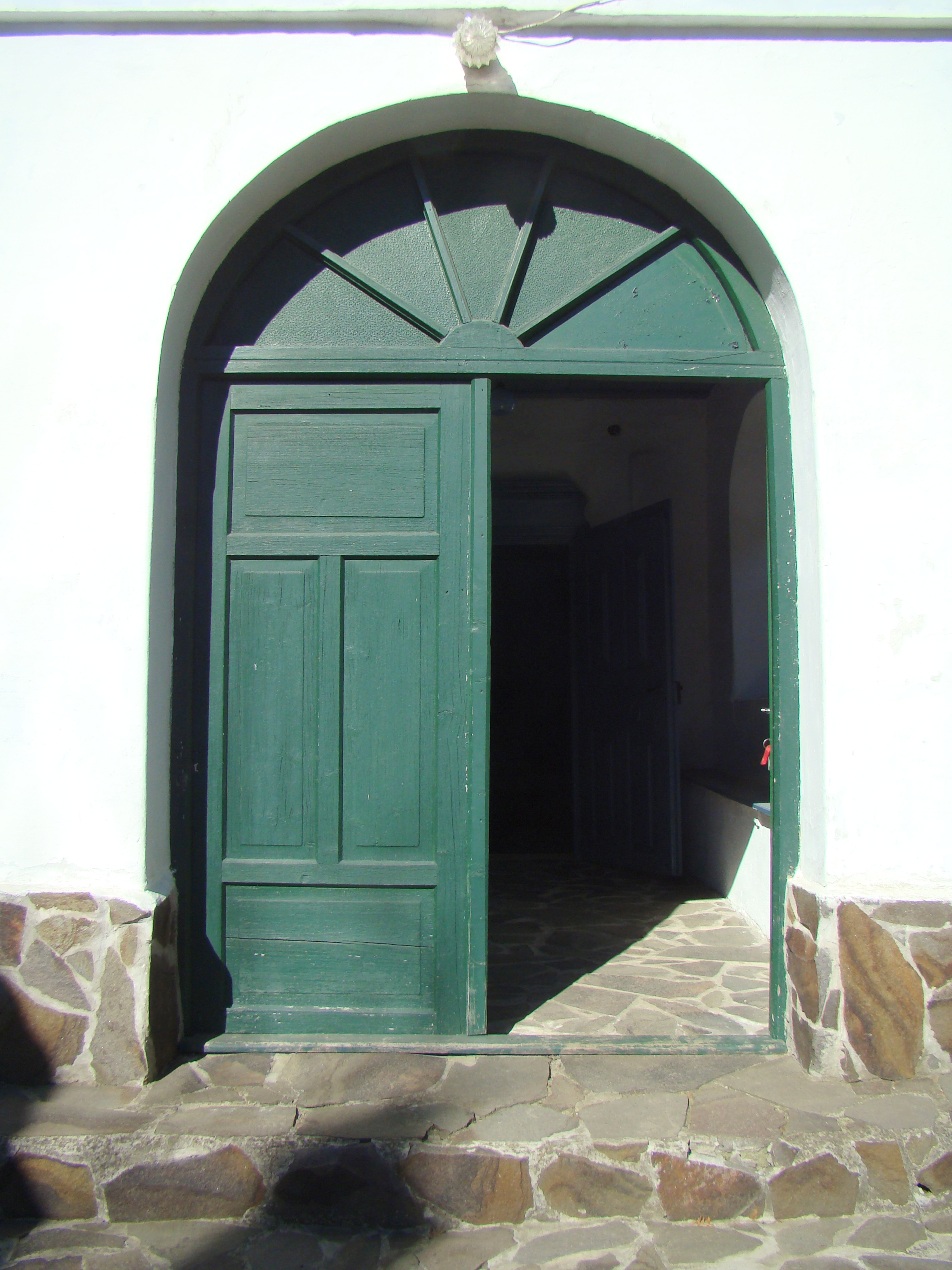
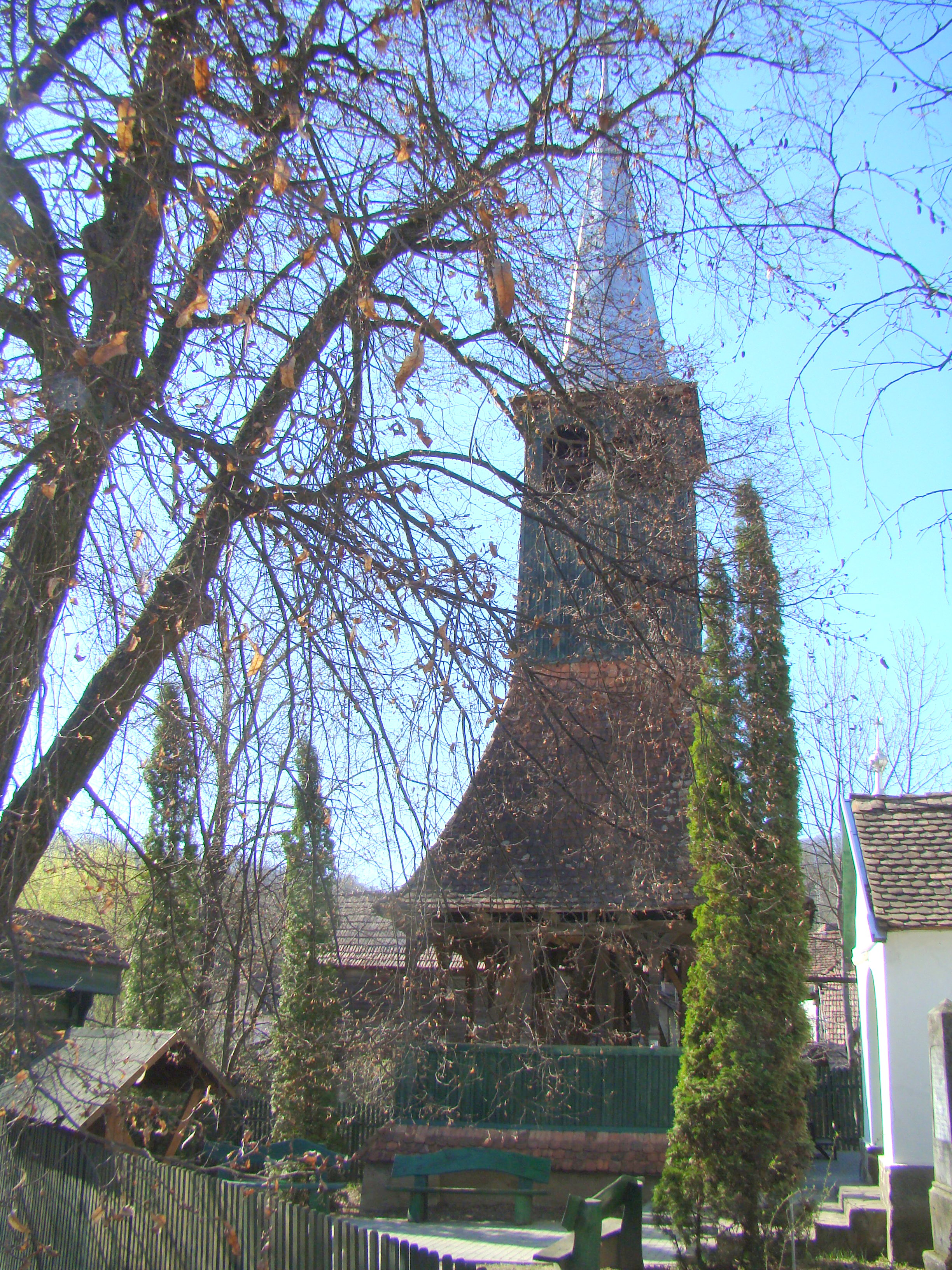
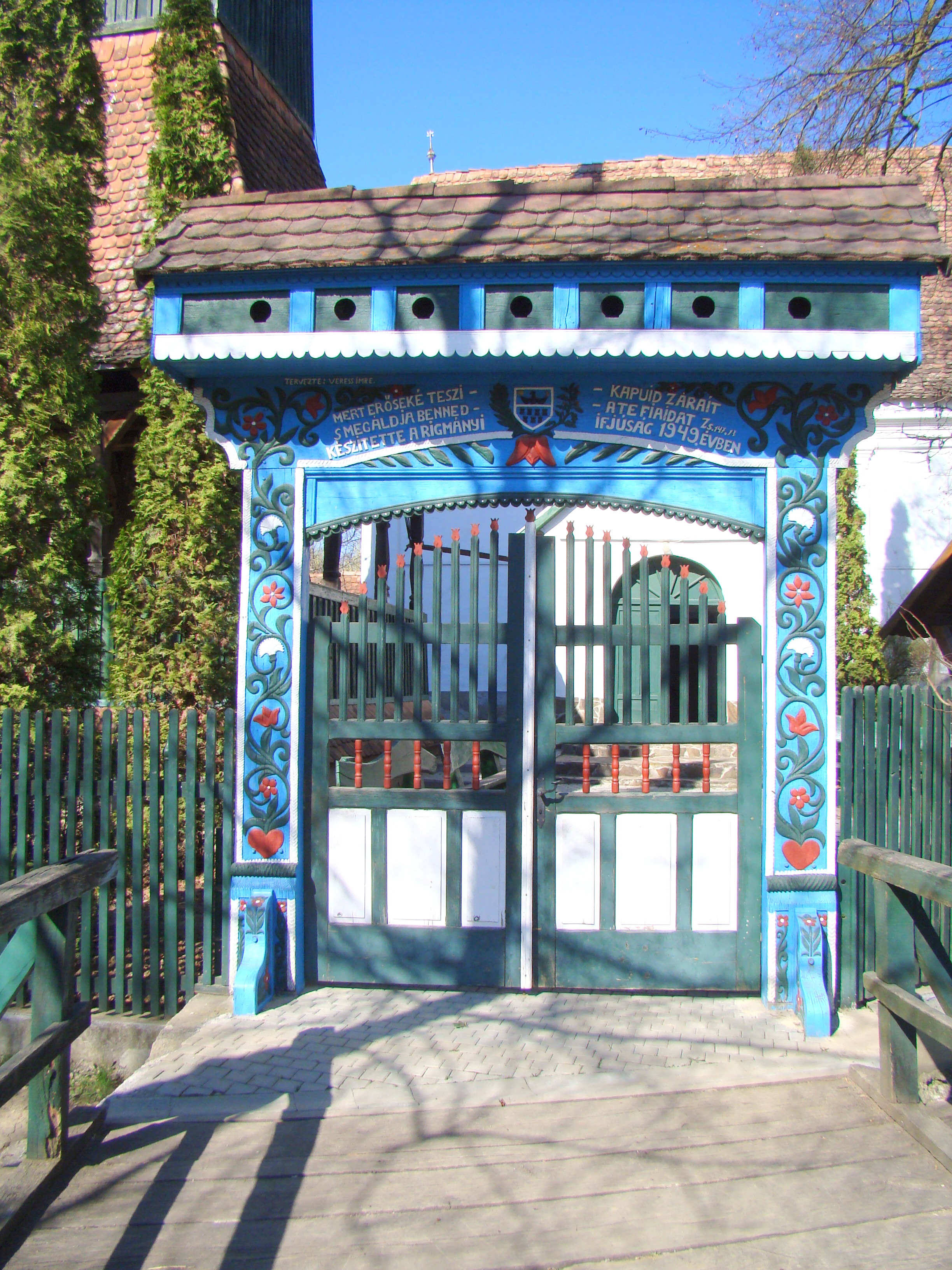
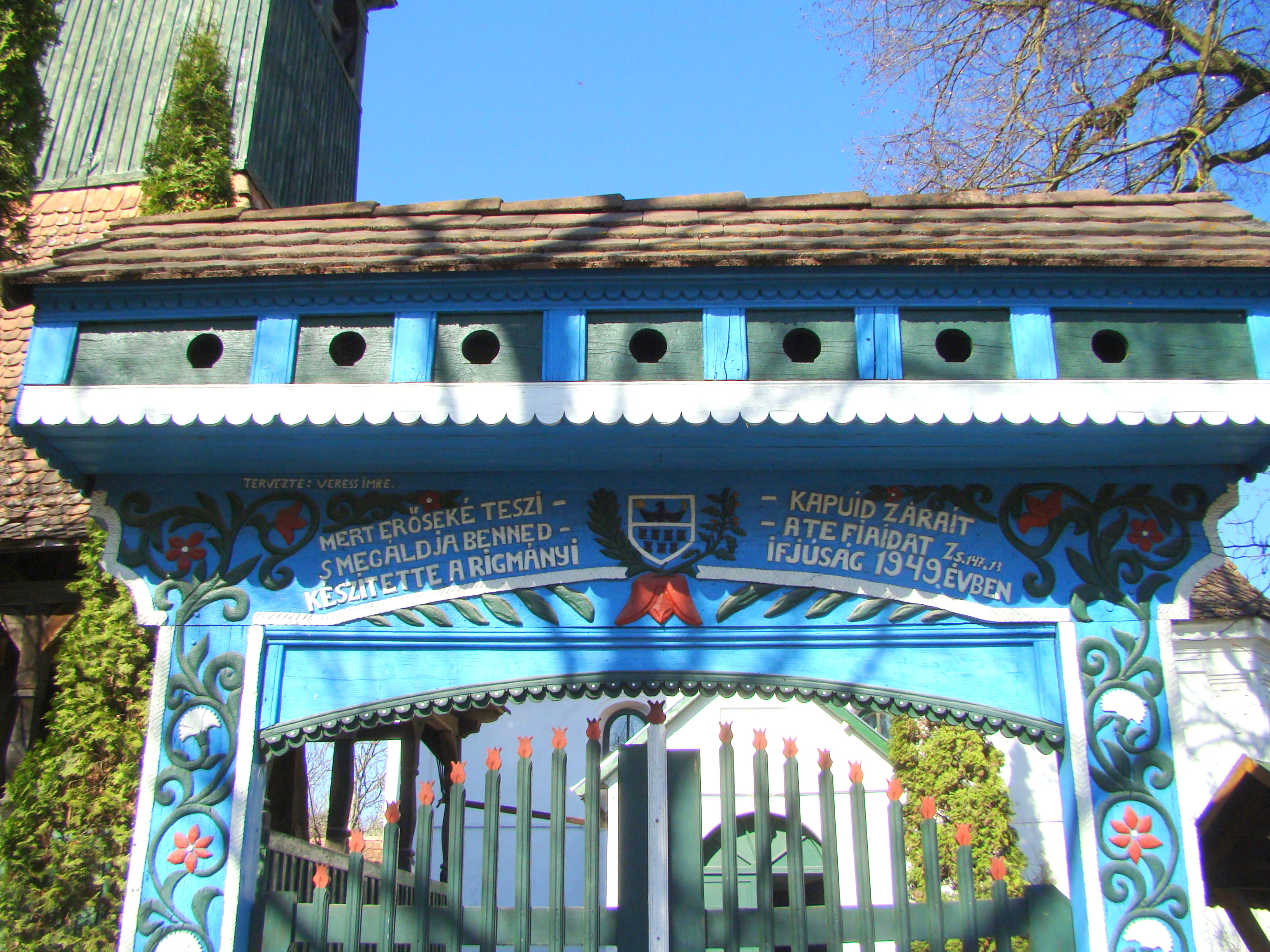
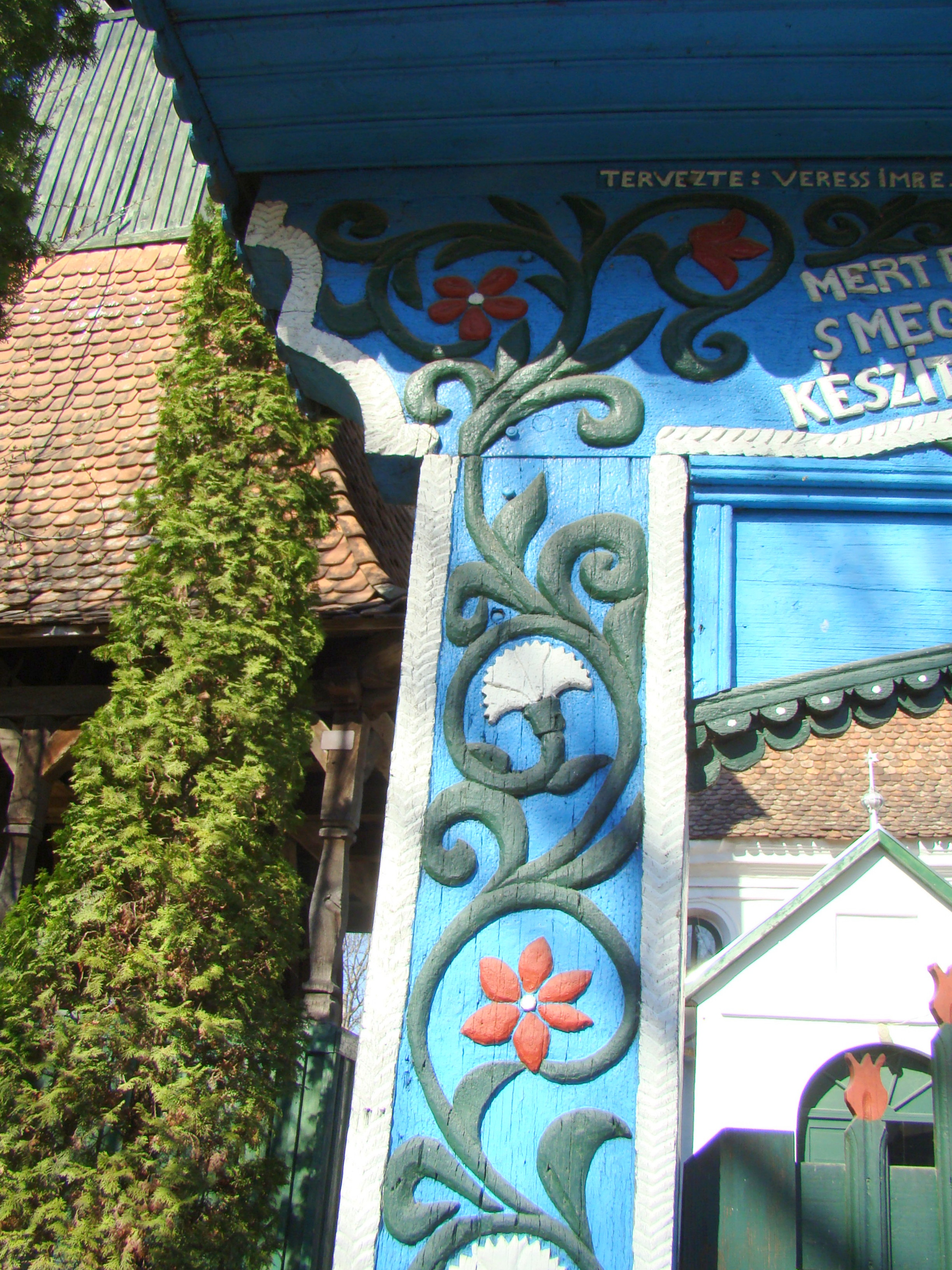
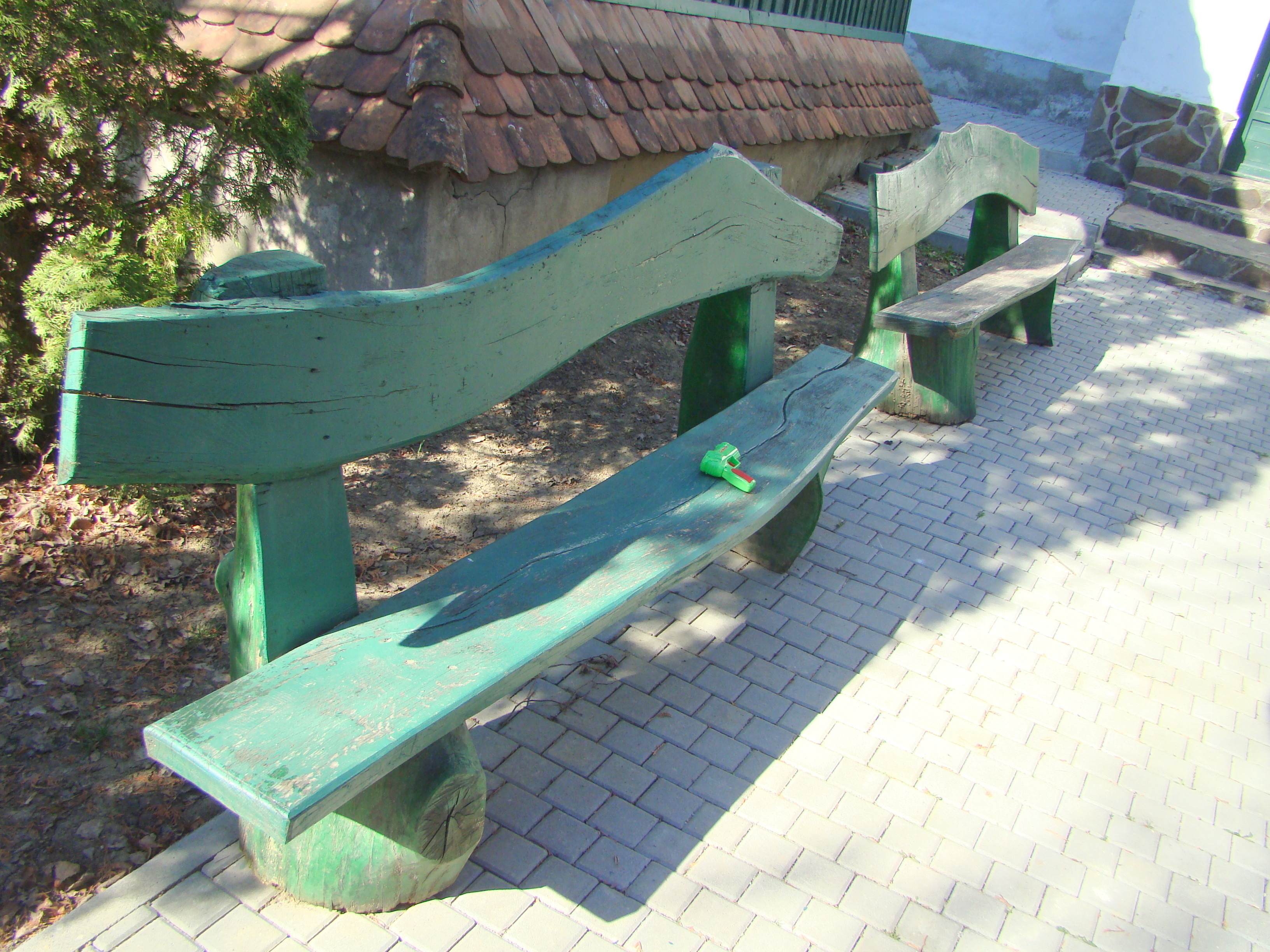
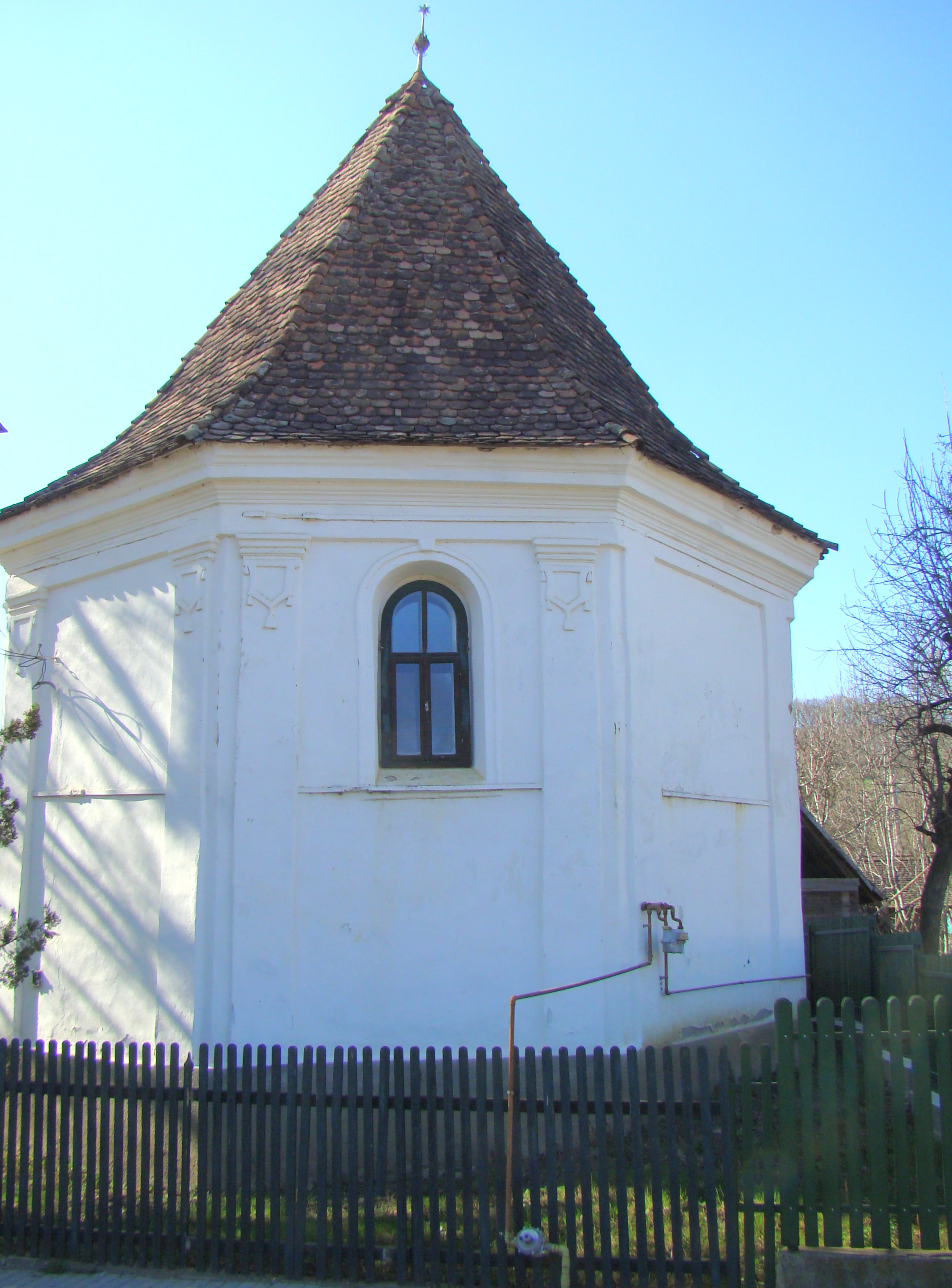
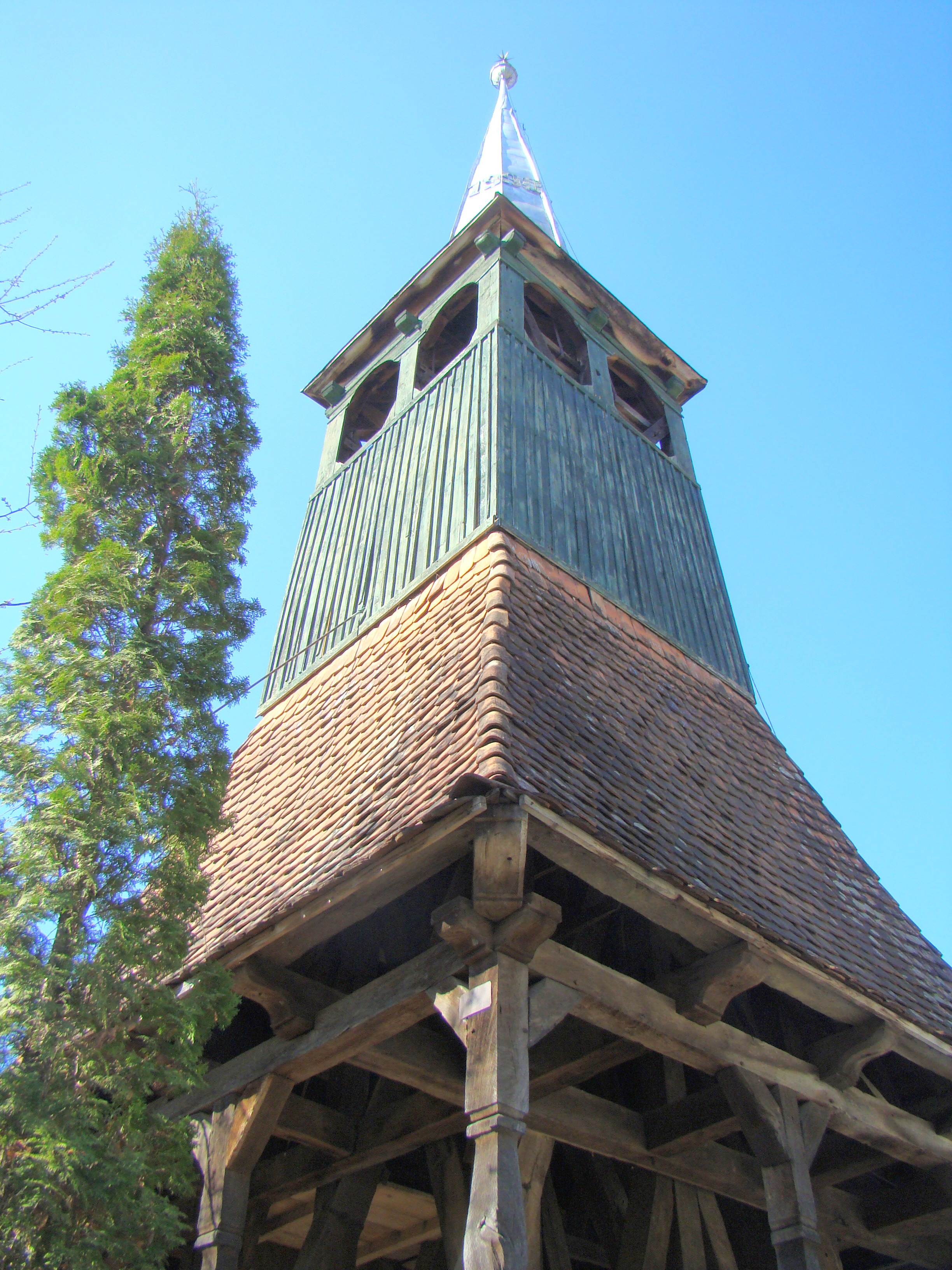

### Interior

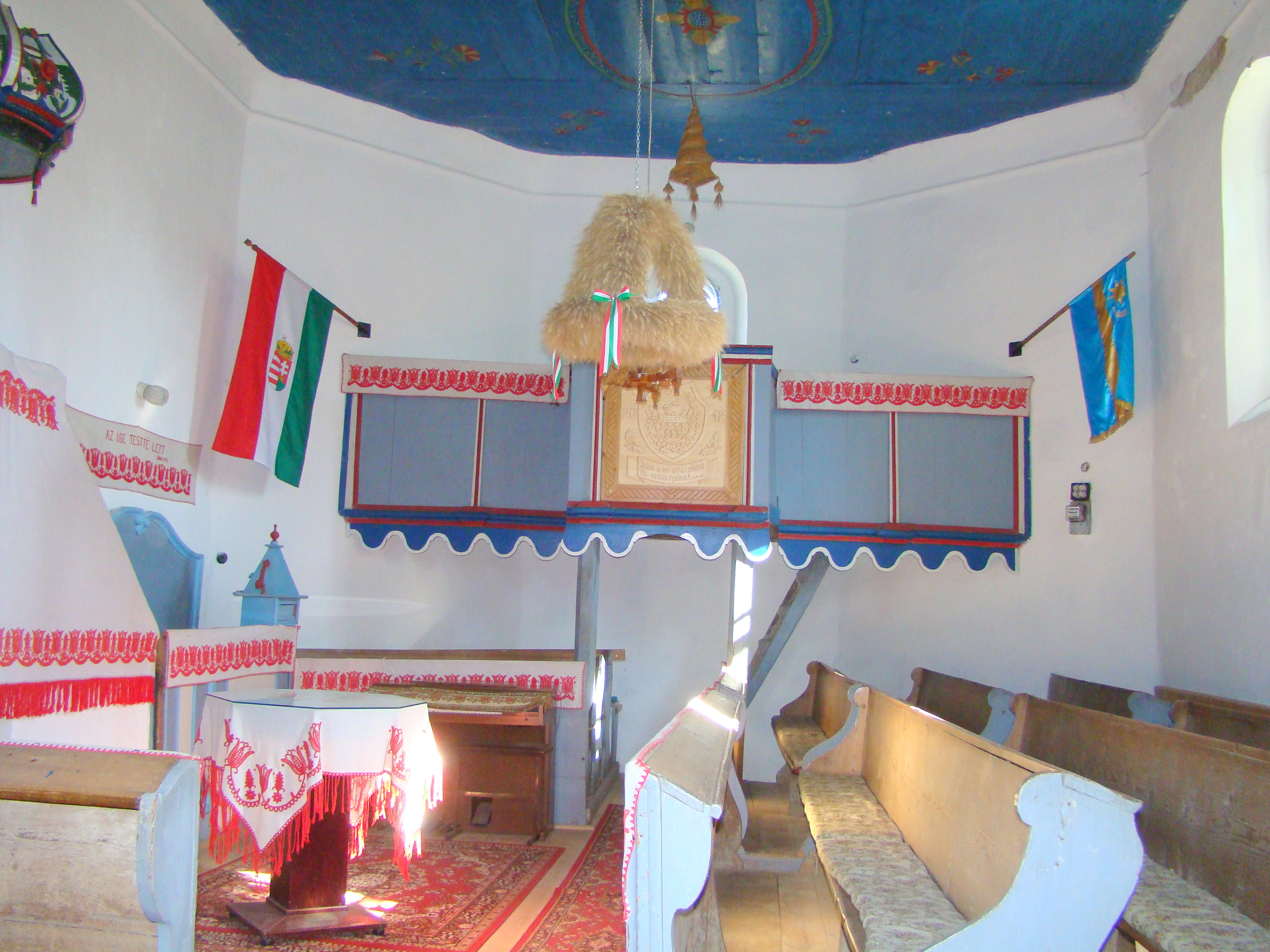
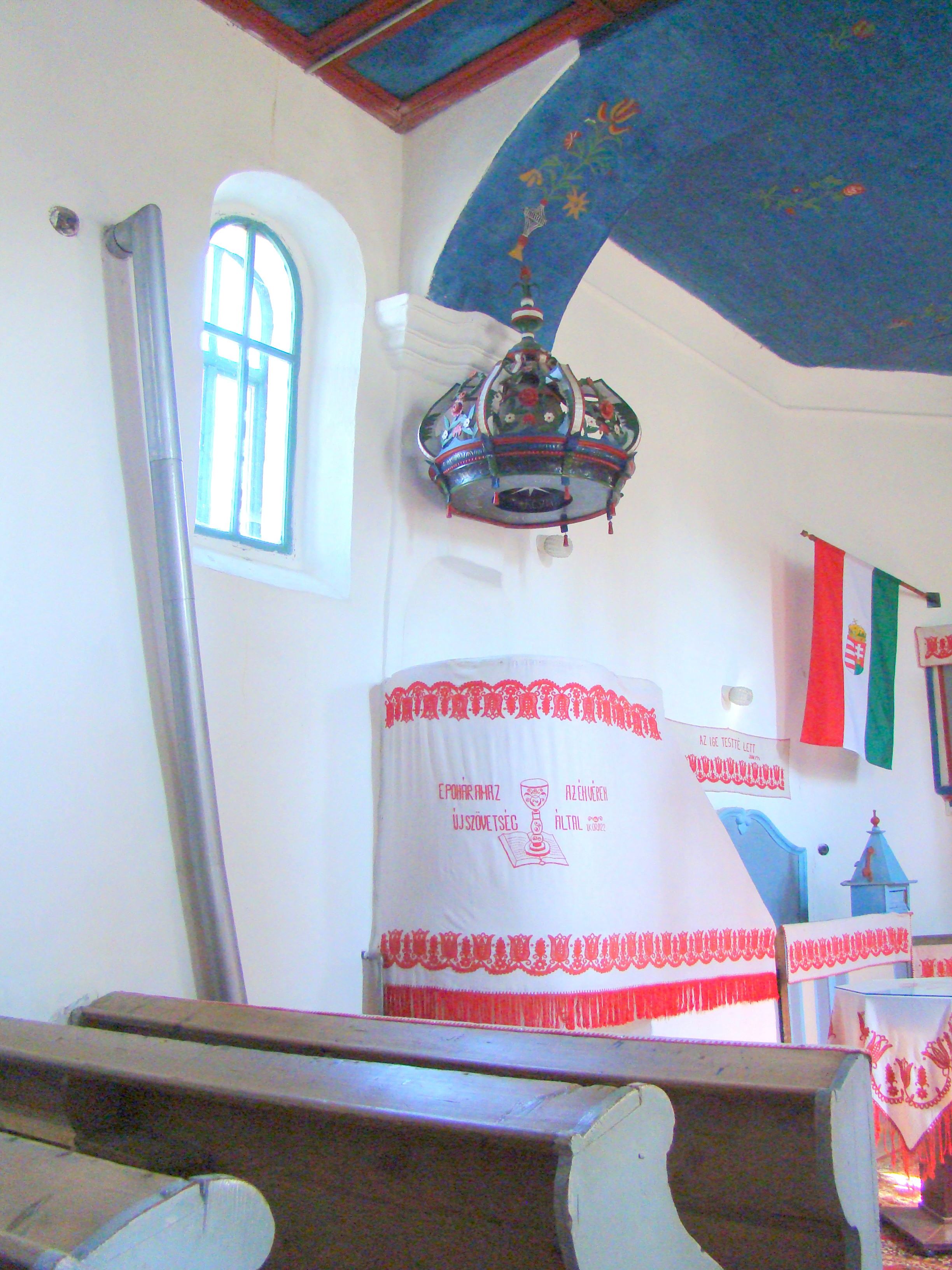
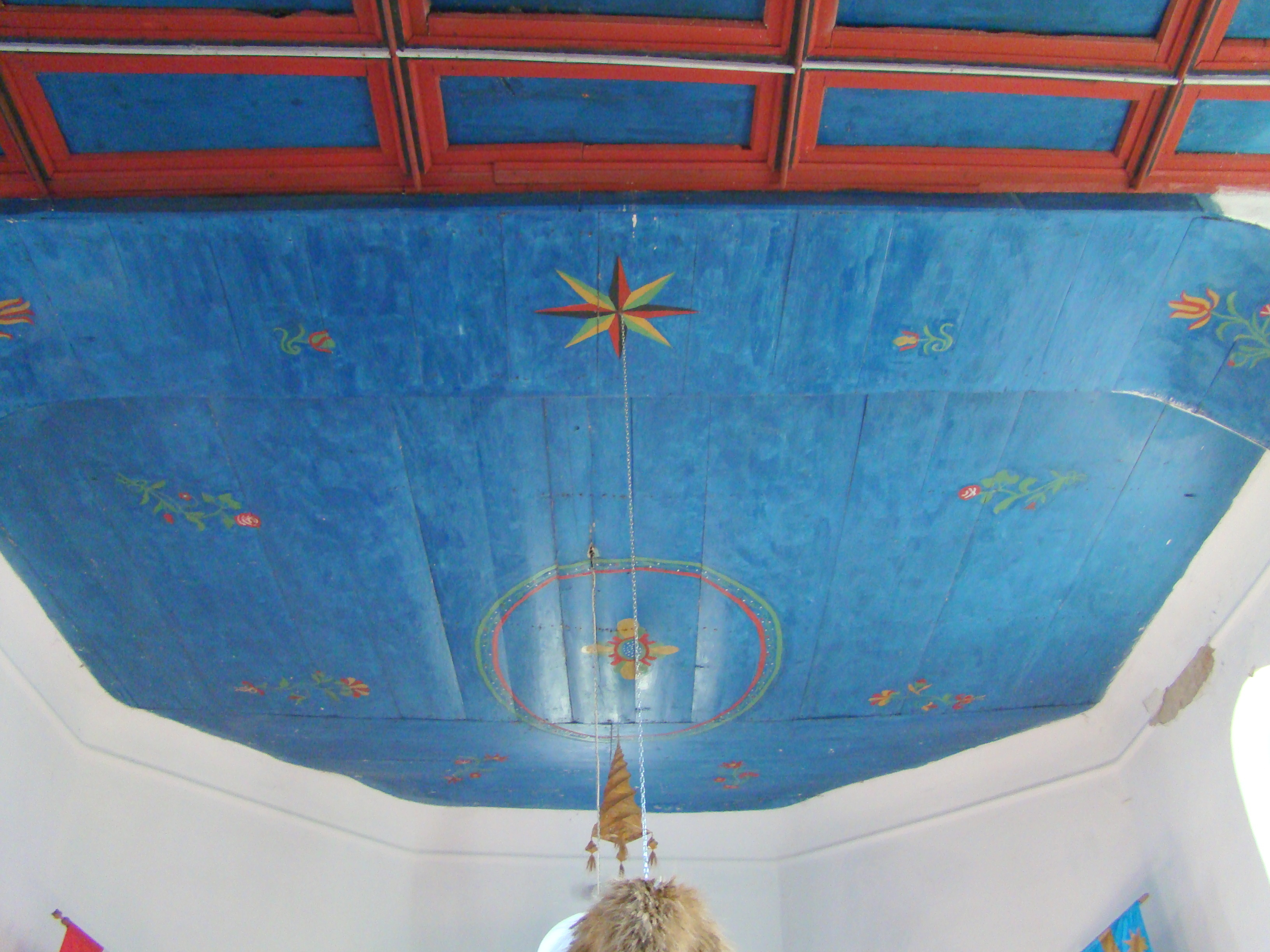
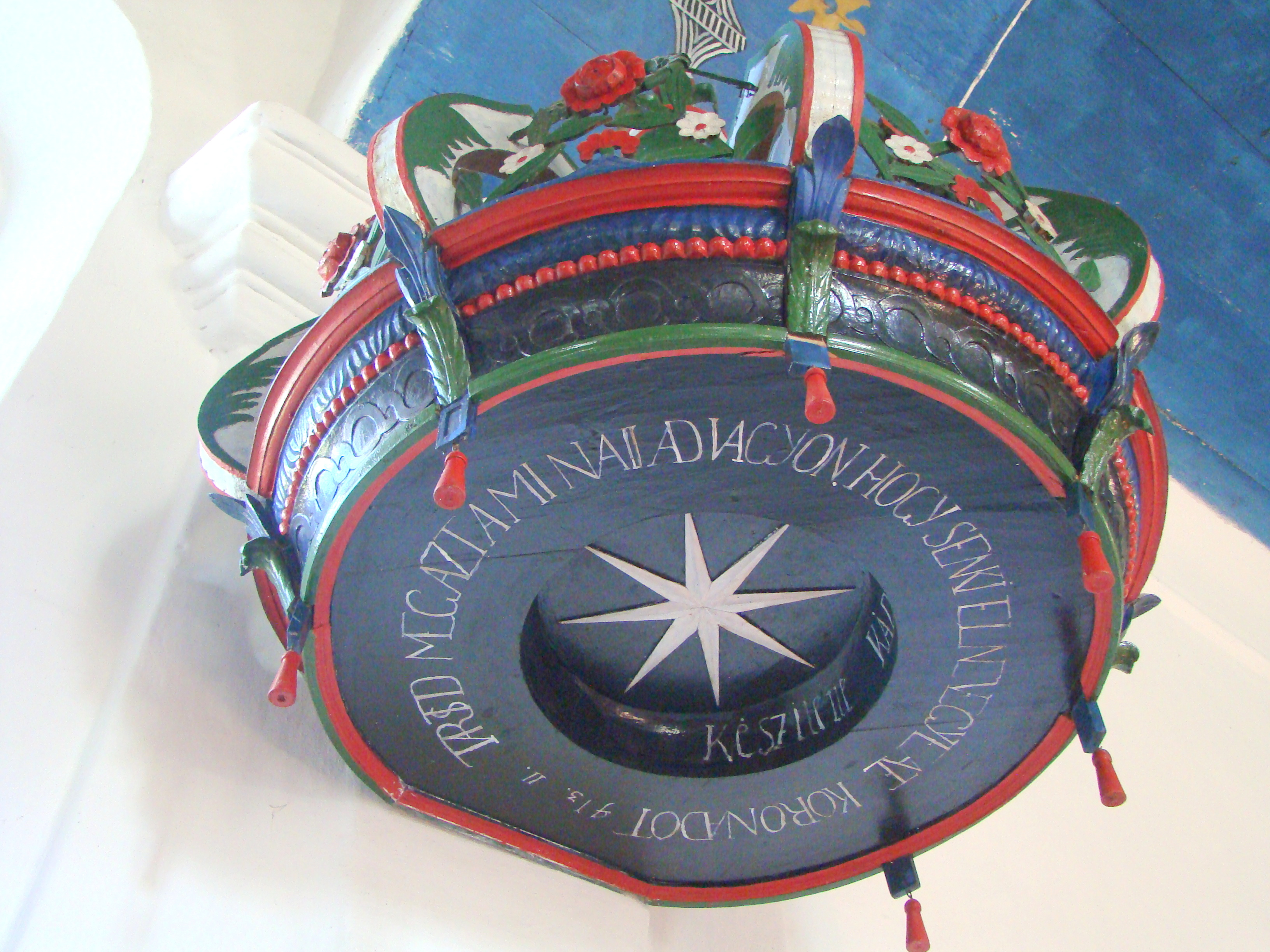
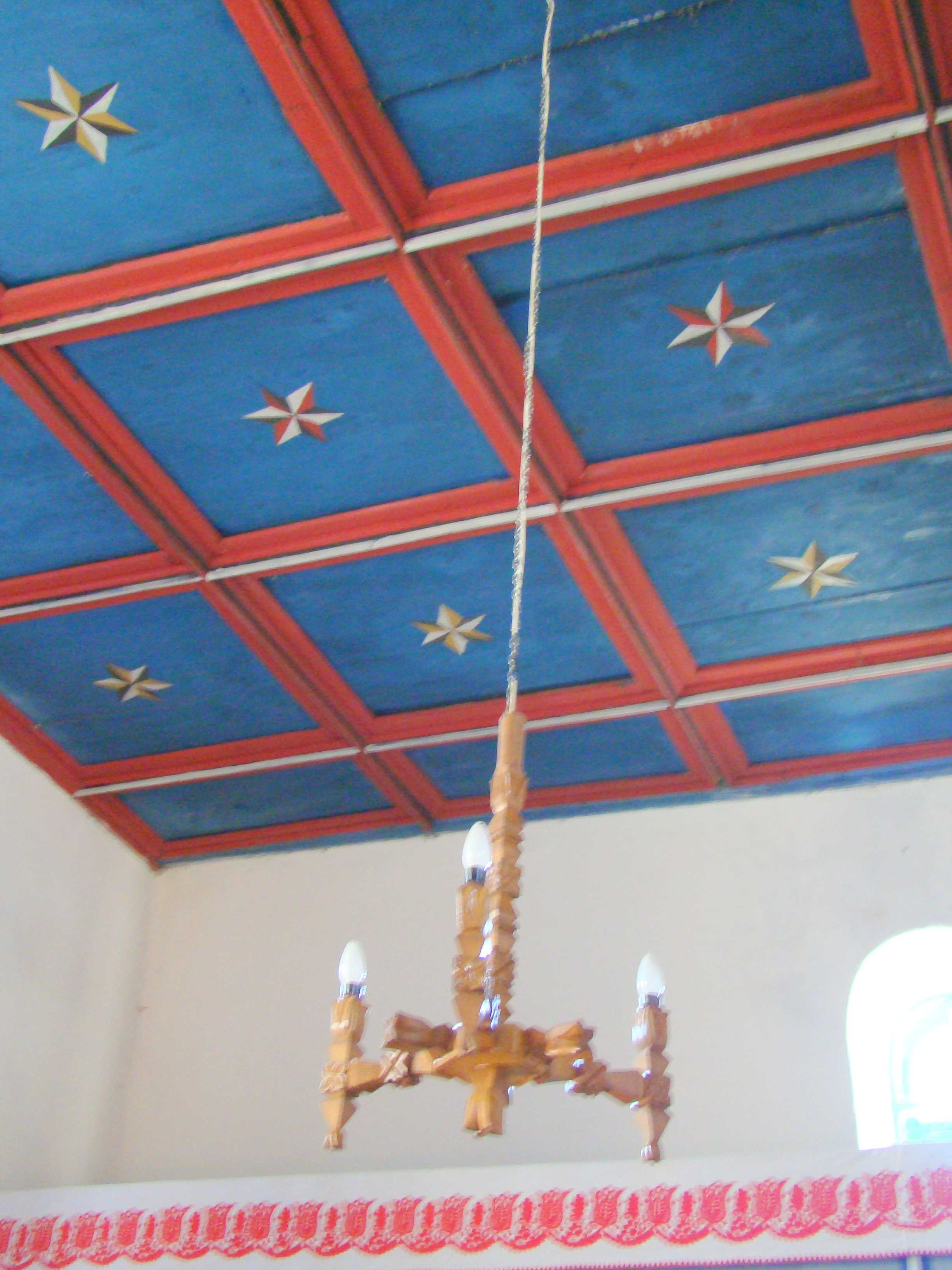
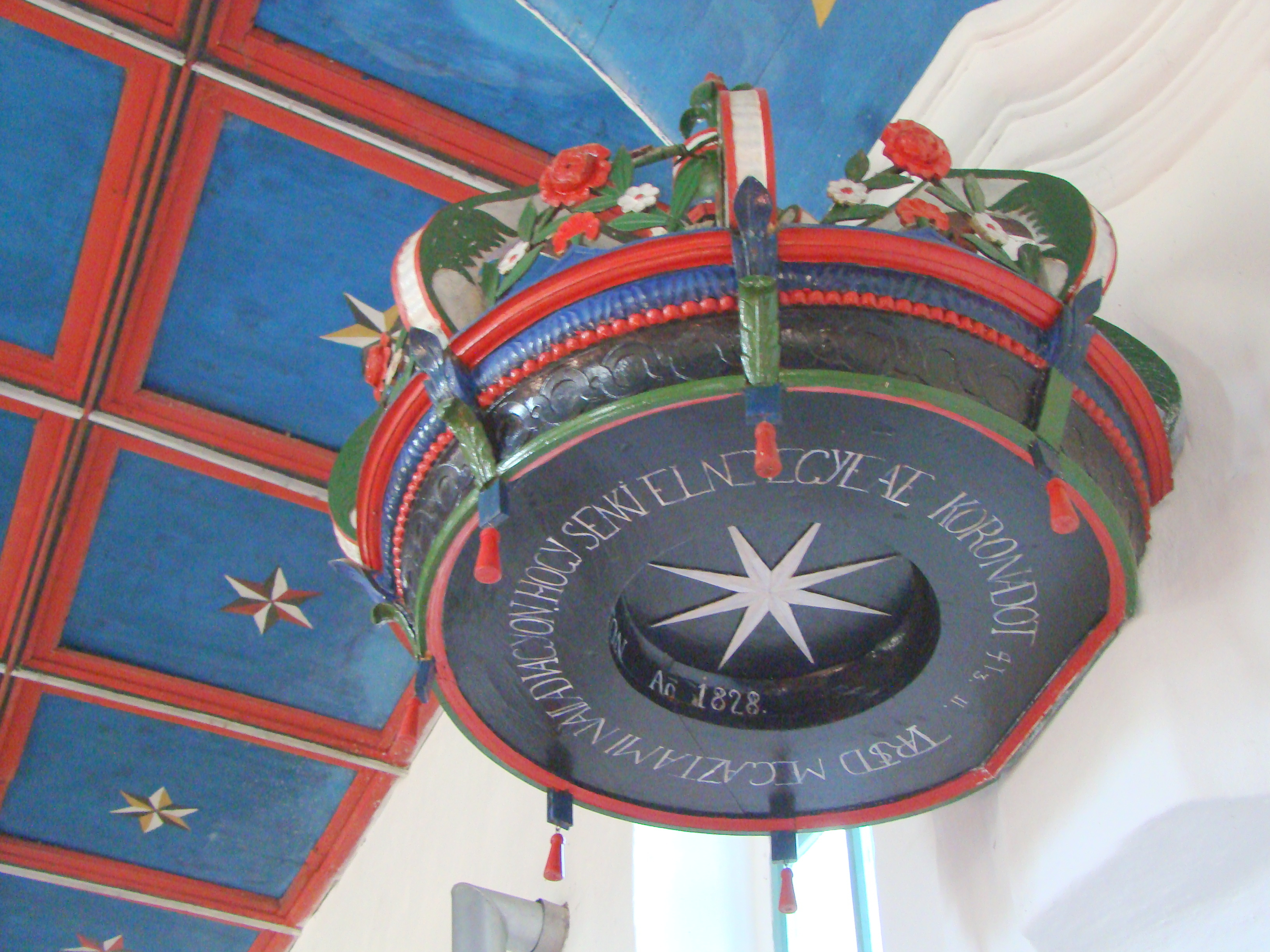
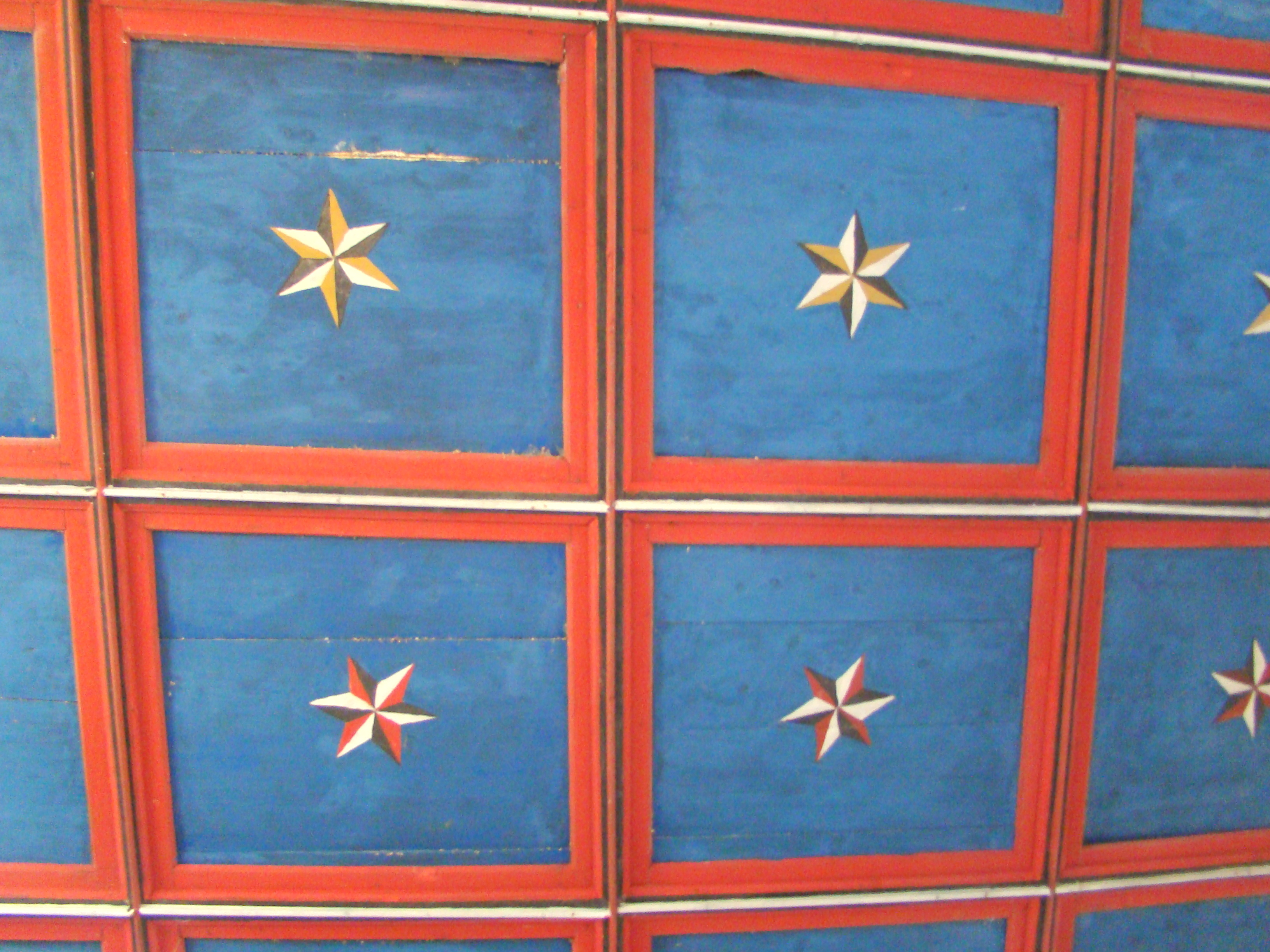
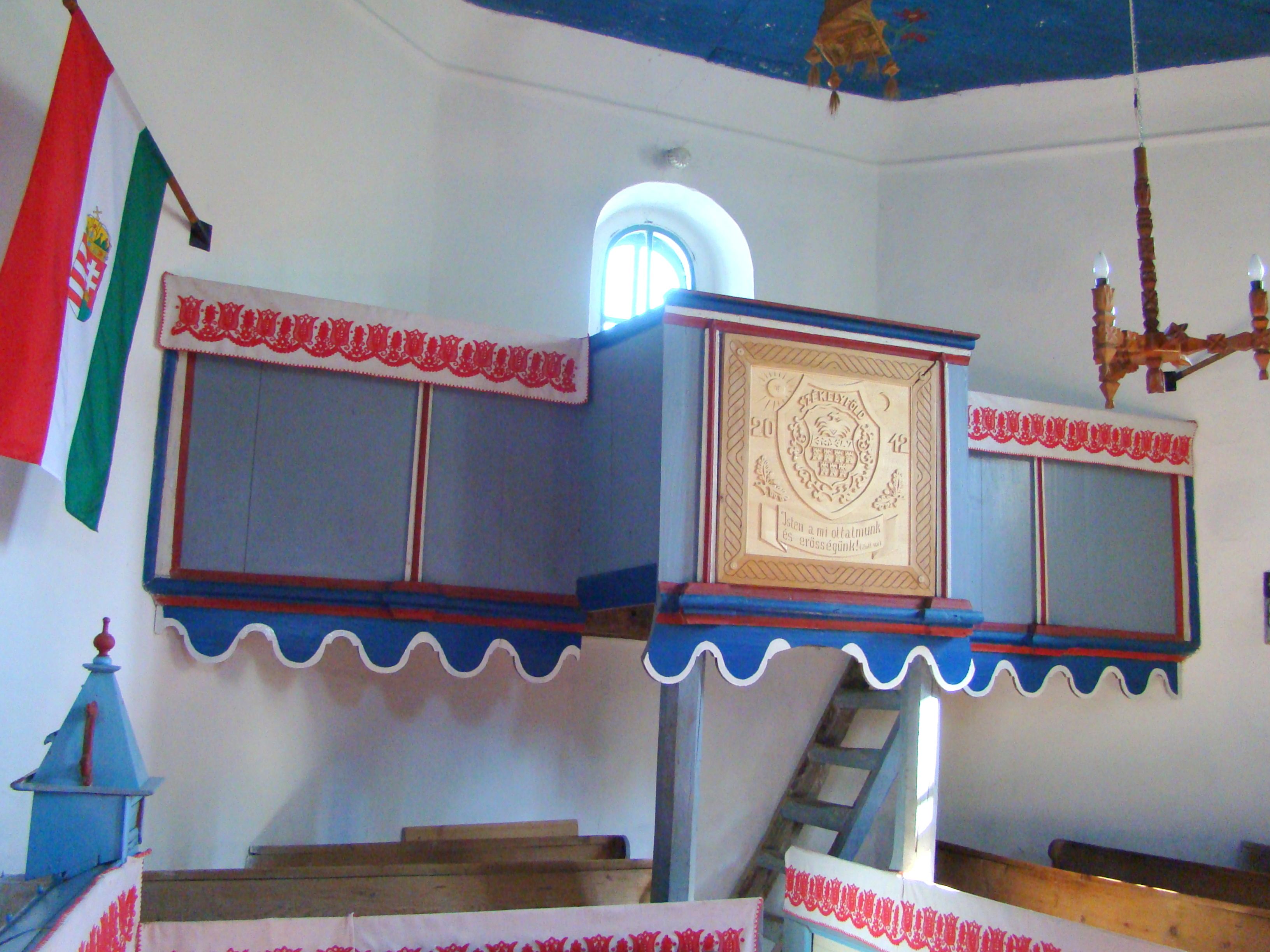
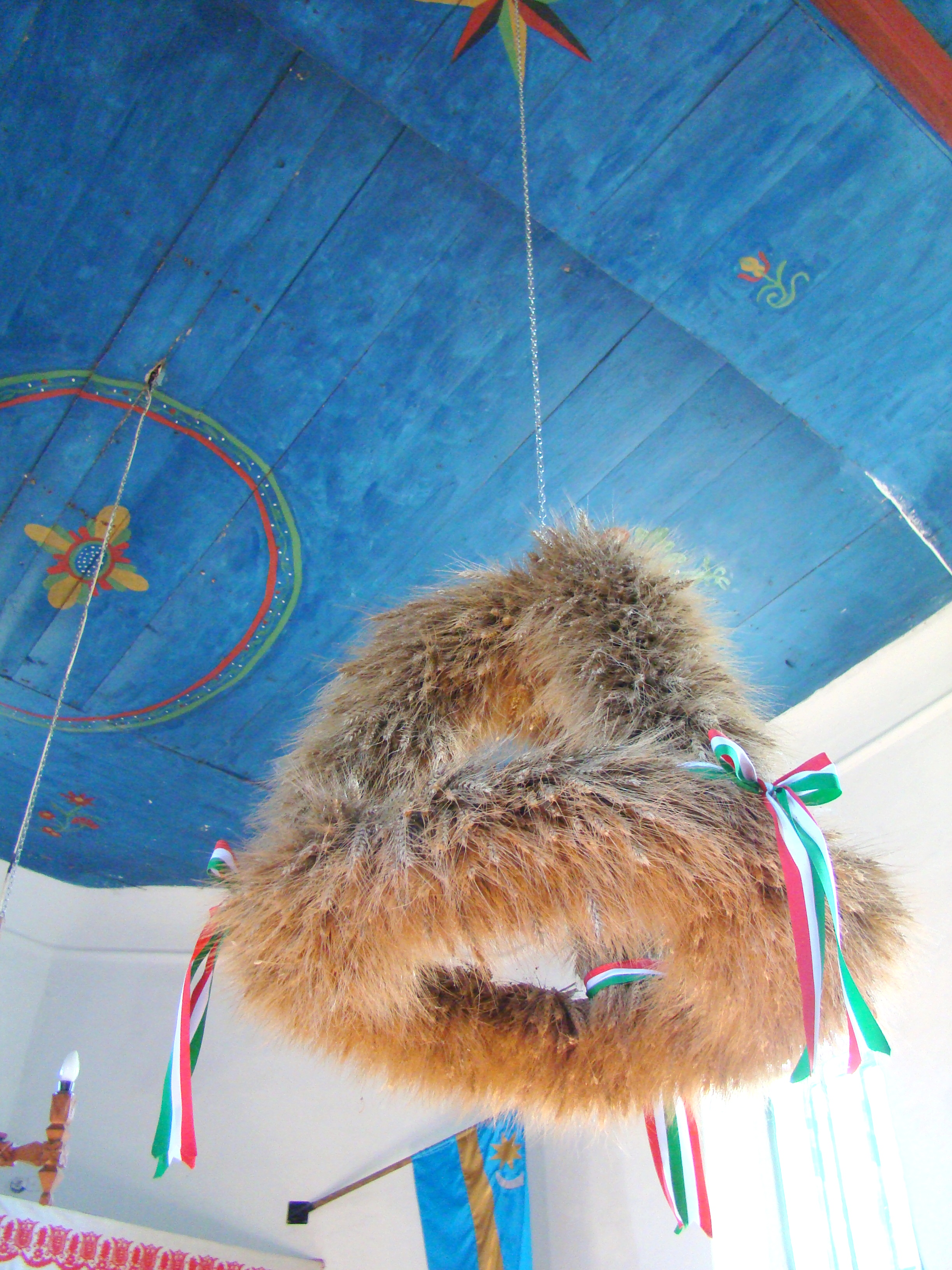
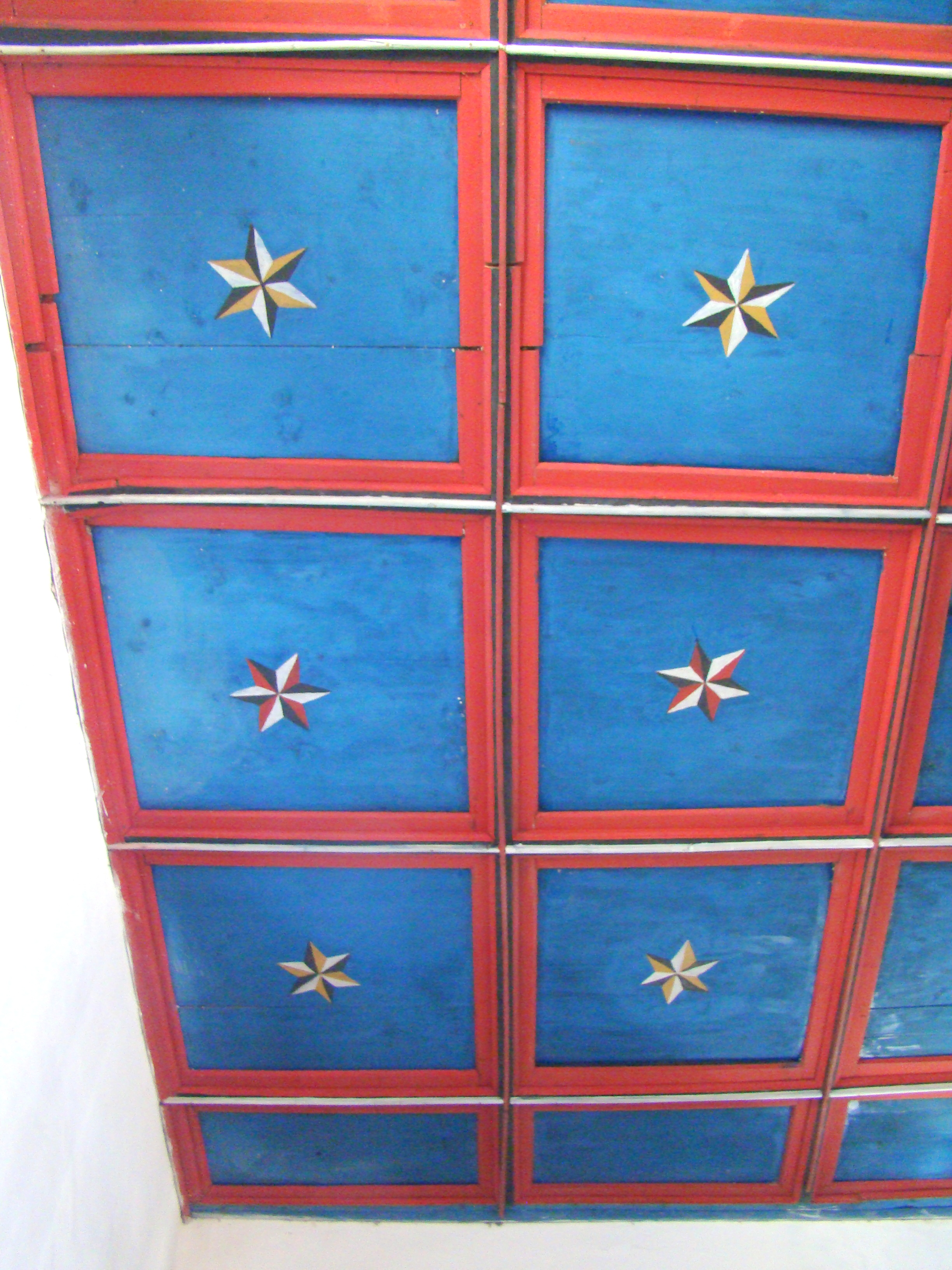
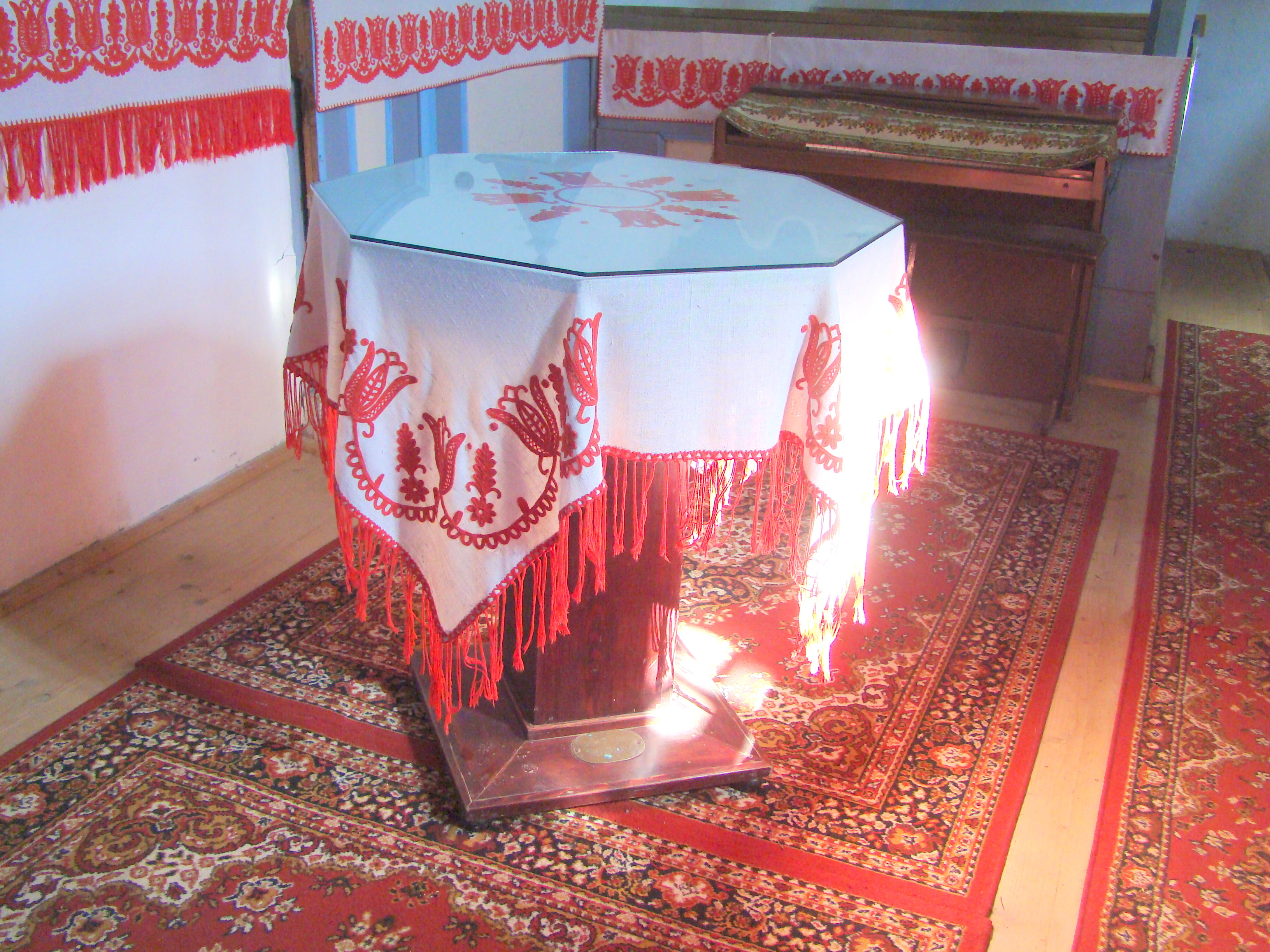
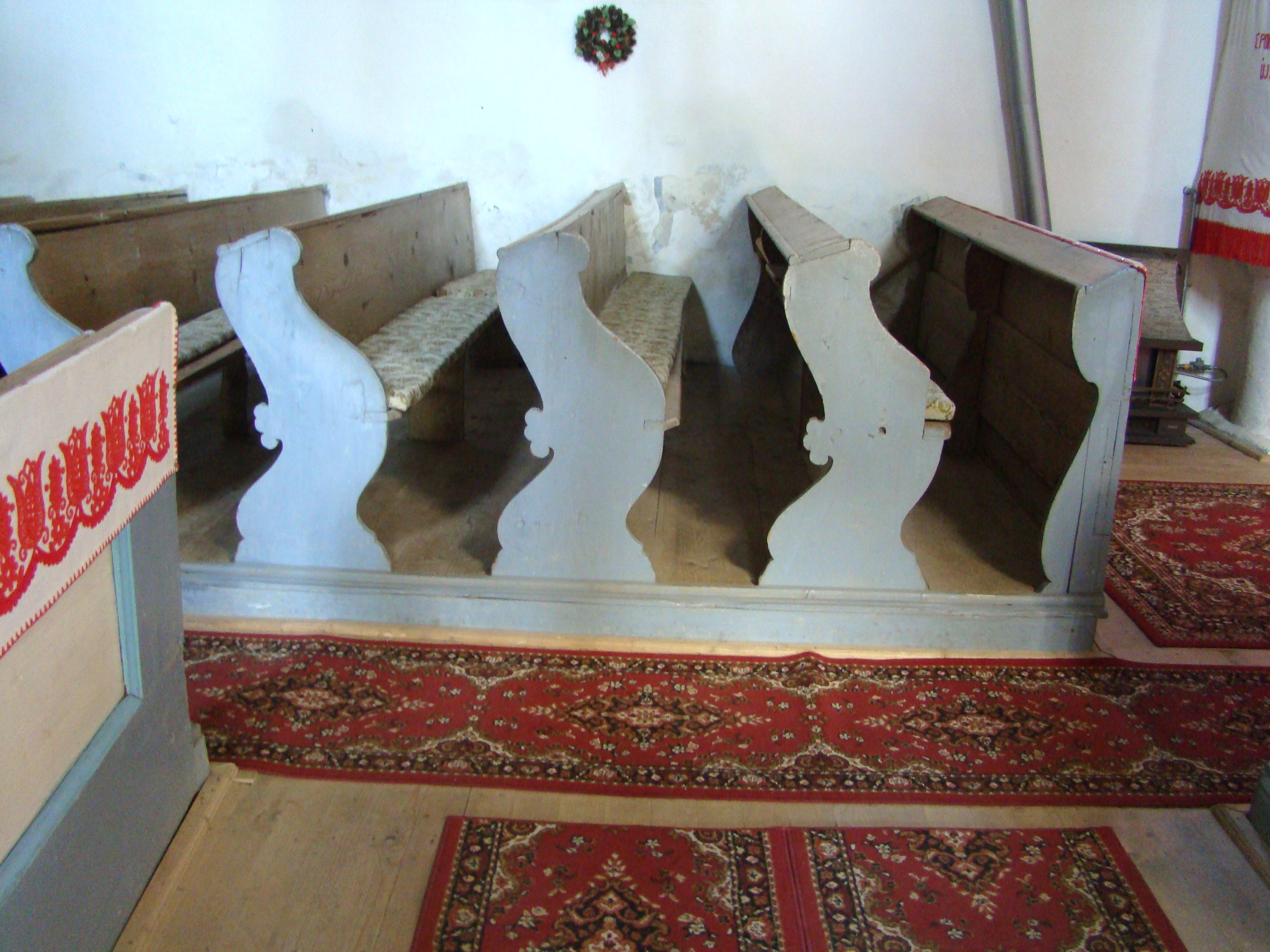
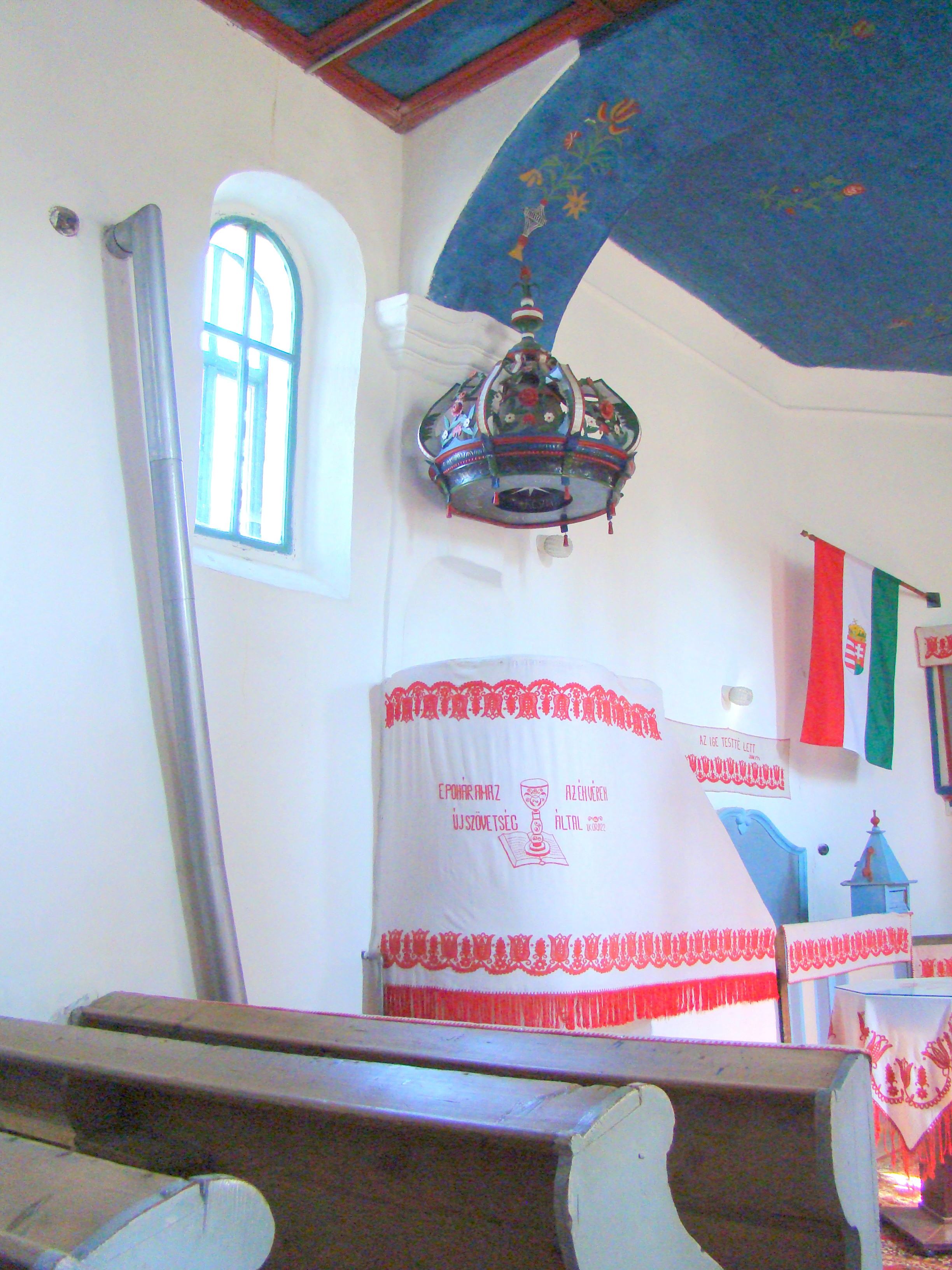
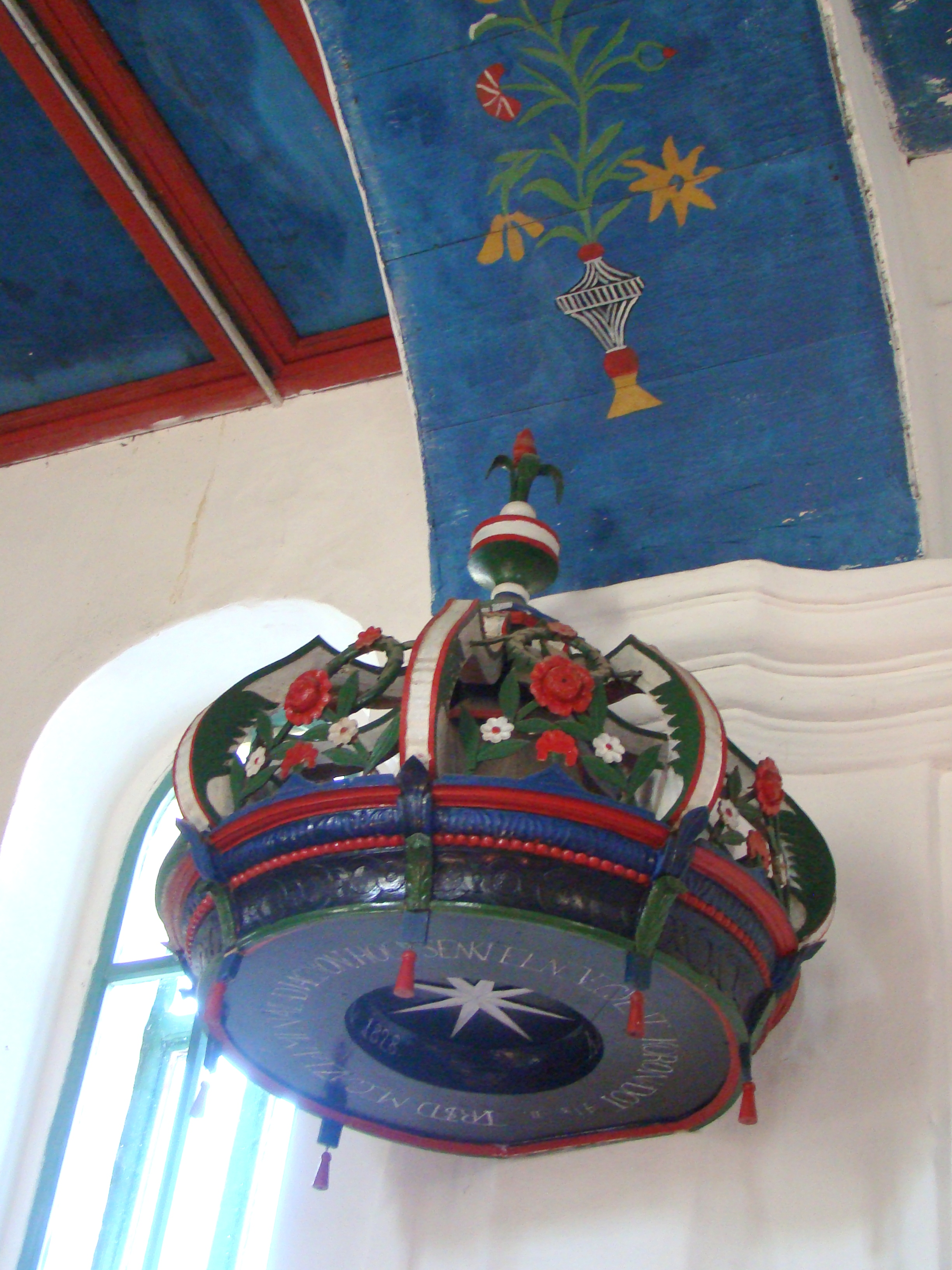
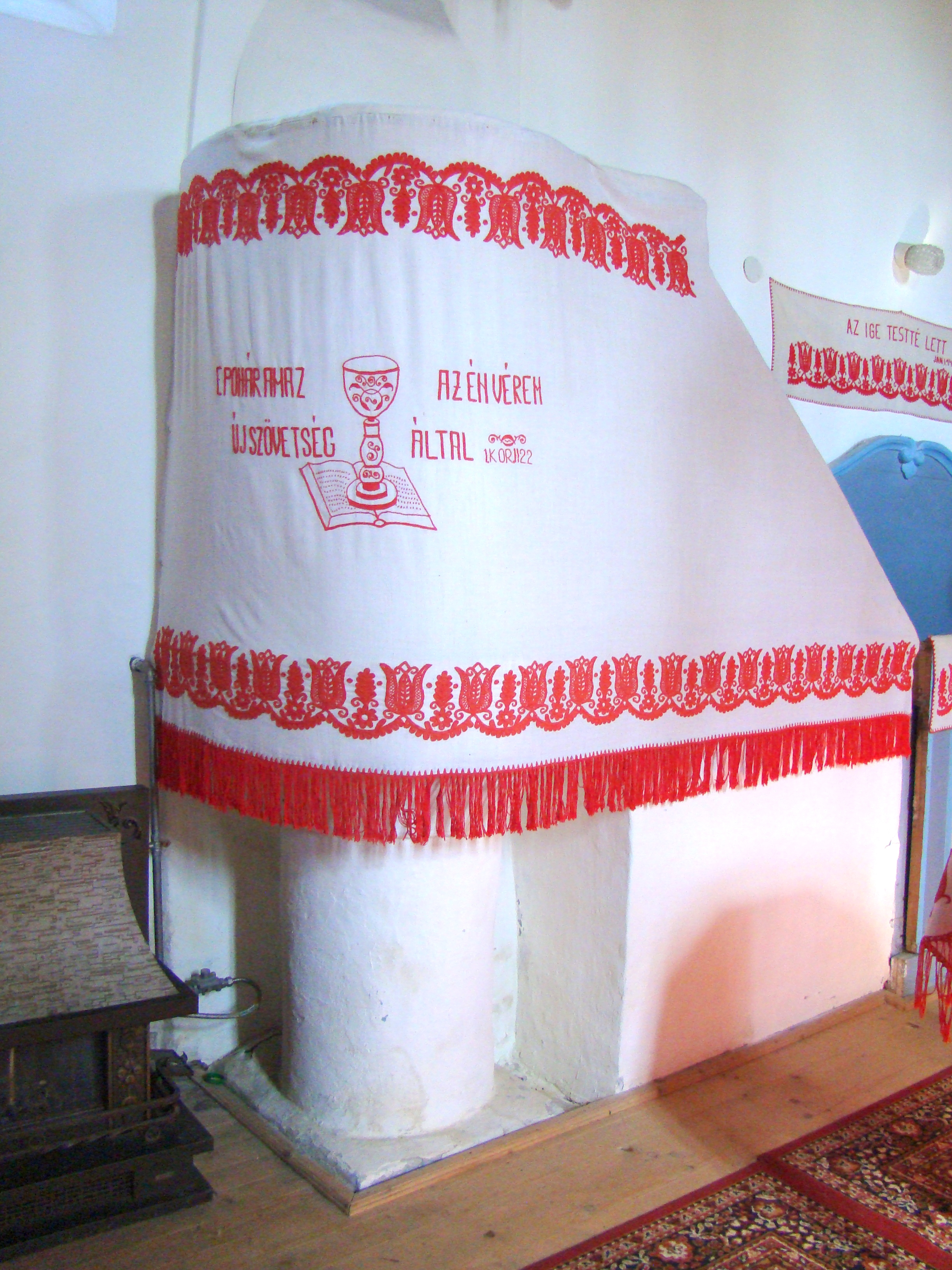
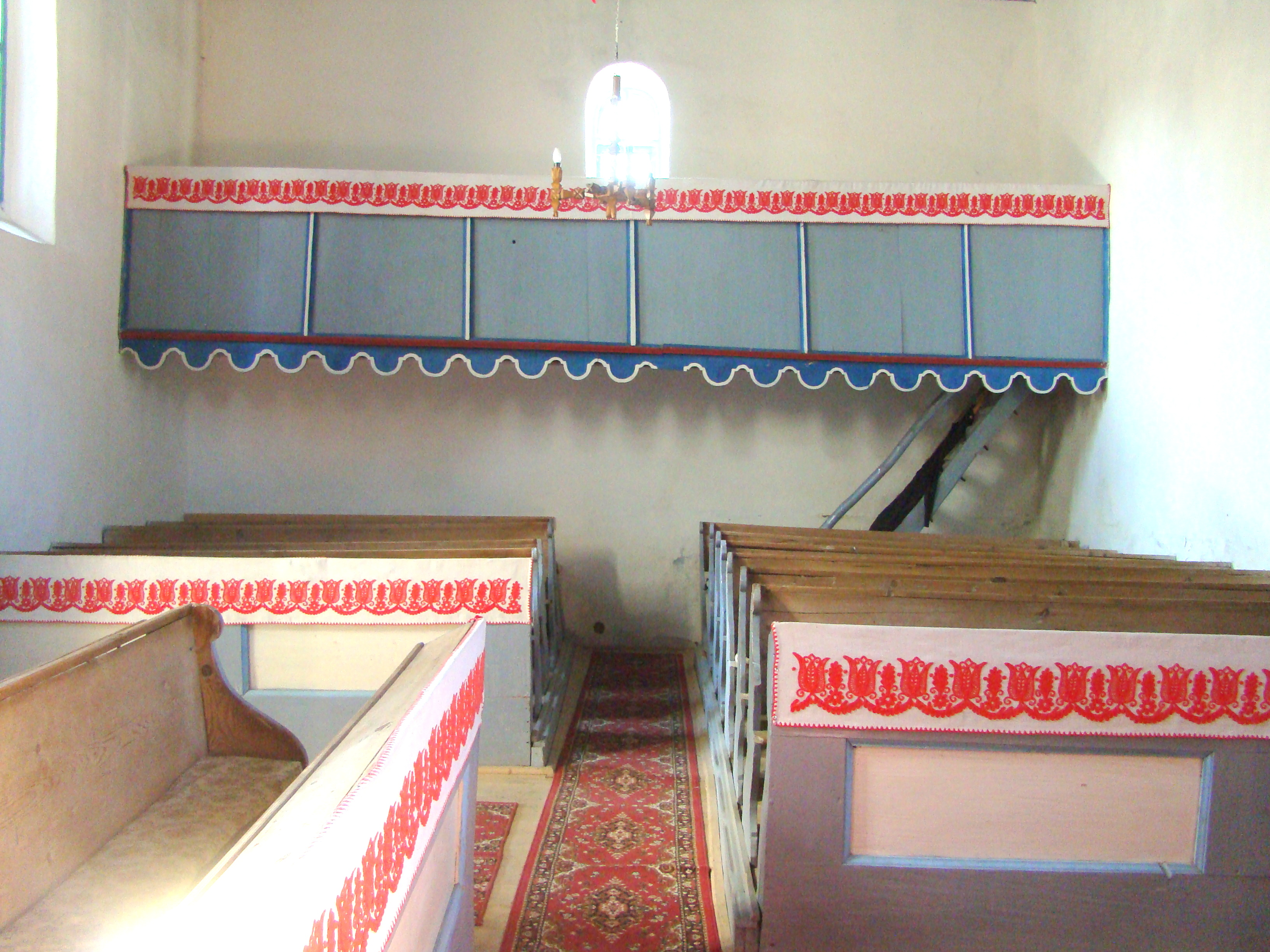
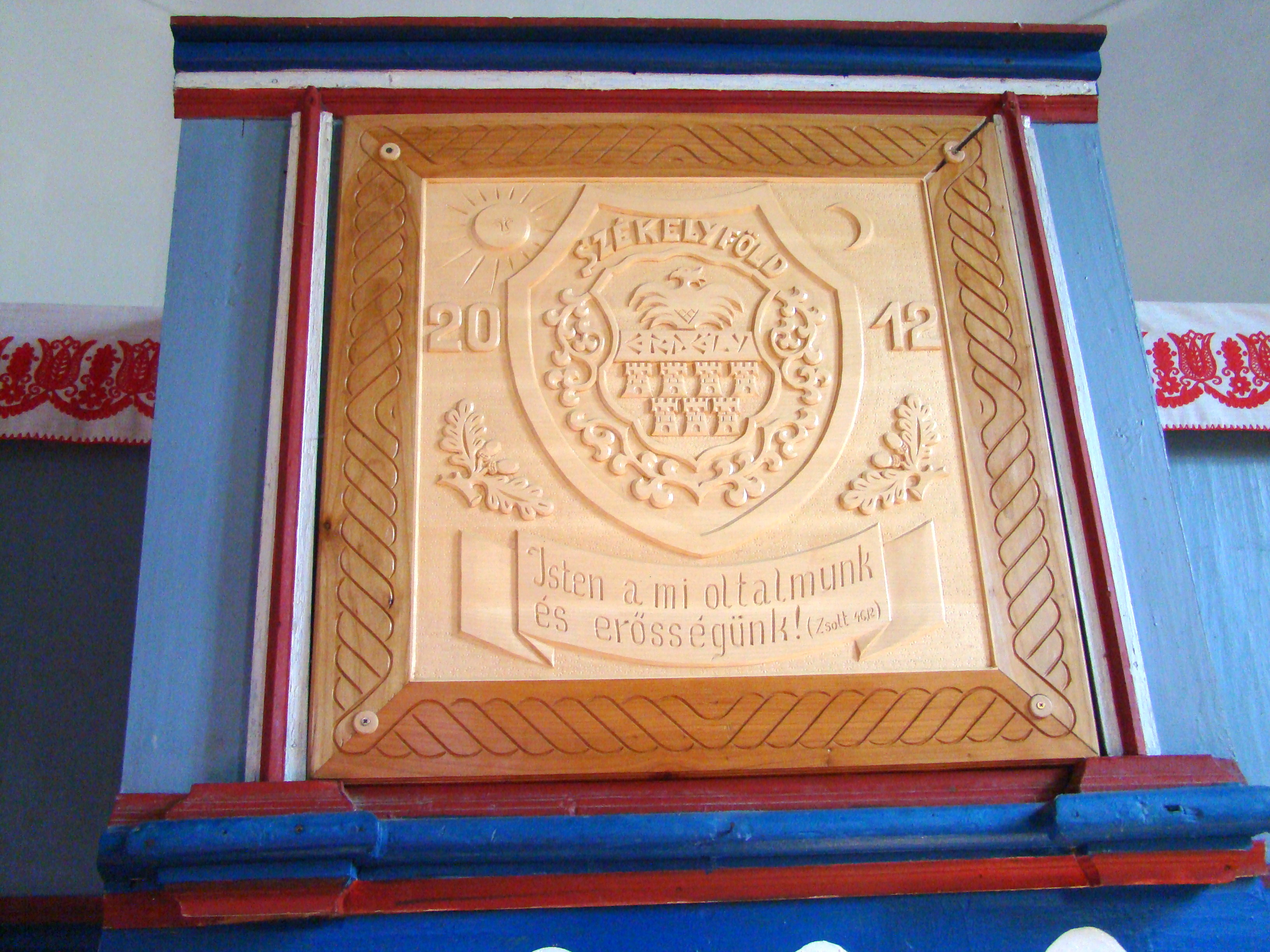
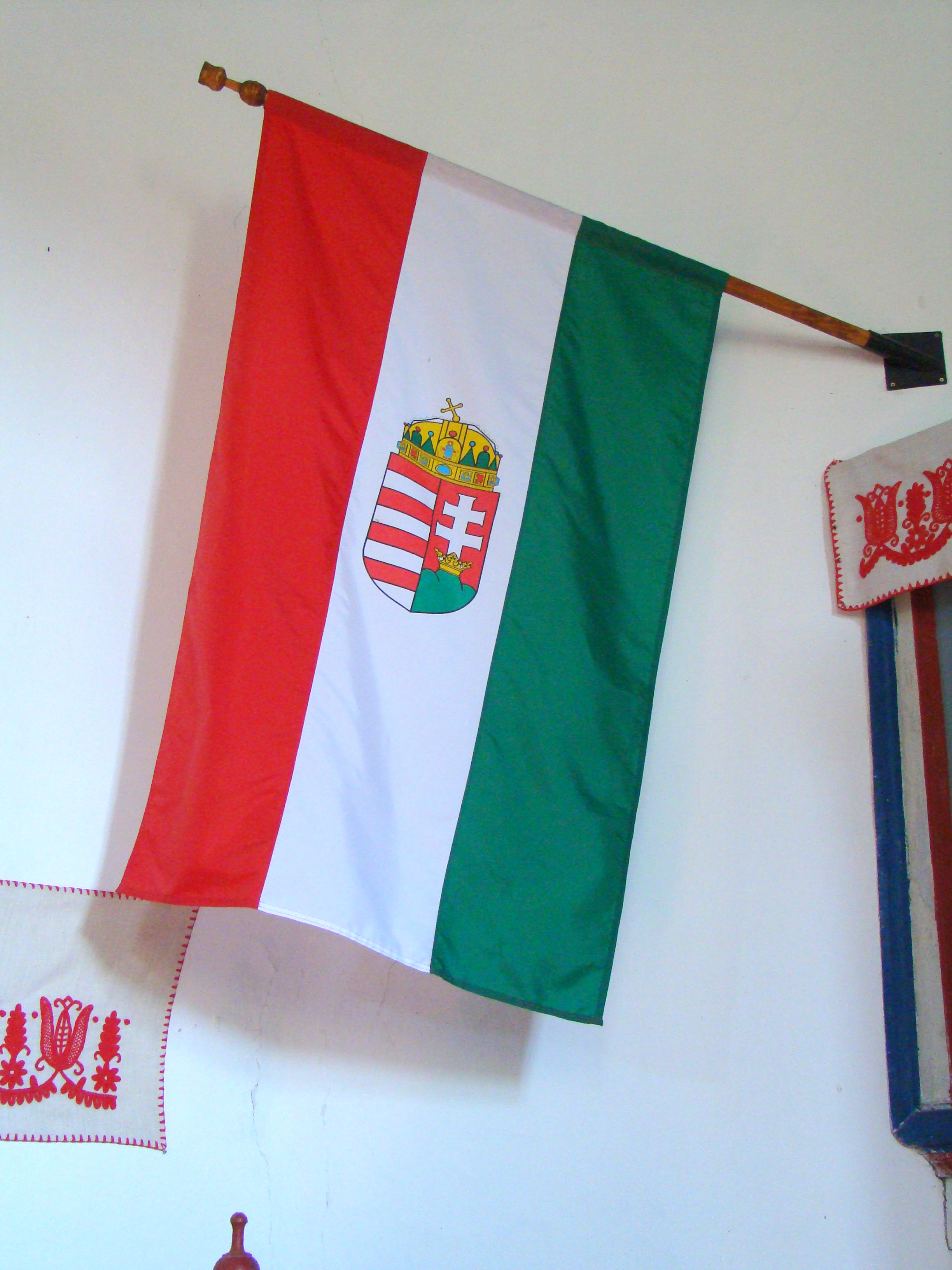
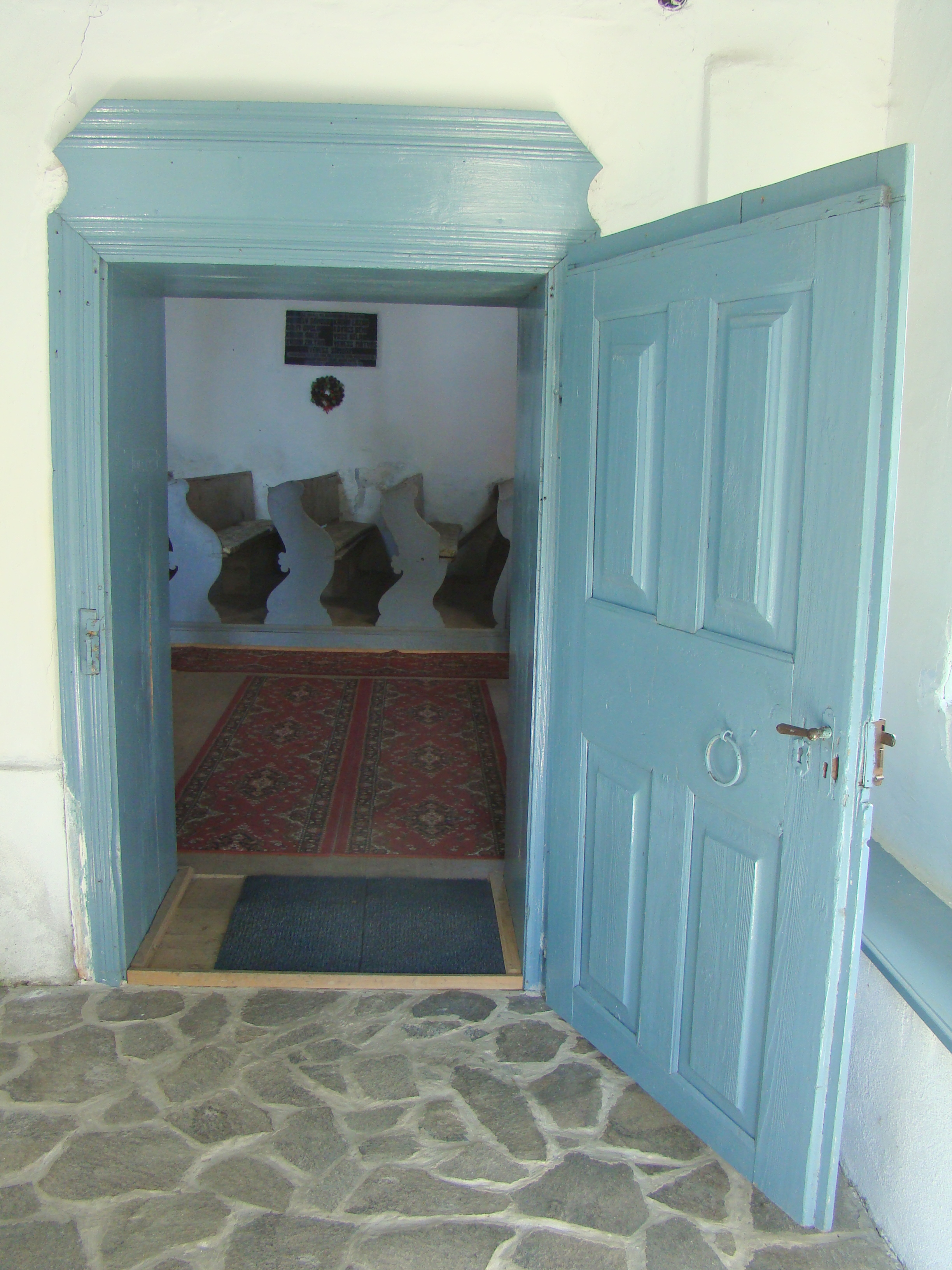

## Vezi și
- Rigmani, Mureș